# Викса
Викса (рос. Выкса) — місто (з 1934) в Росії, адміністративний центр міського округу місто Викса Нижньогородської області.
Населення — 53 477 осіб (2016).

## Географія
Місто розташоване неподалік від узбережжя Оки за 8 км від пристані Шиморське, за 28 км від залізничної станції в Навашино на магістральній залізниці Москва-Єкатеринбург, на автошляху Р161 (Навашино — Викса), за 186 км від Нижнього Новгорода.
Місто Викса розташоване у північній частині міського округу місто Викса.
Викса розкинулась на досить рівній низинній місцевості, Приокській низині, що складена в основному древніми пісками і у багатьох місцях заболочена. Великі площі цієї низини покриті густими сосново-ялиновими лісами, які доходять до самої Викси.

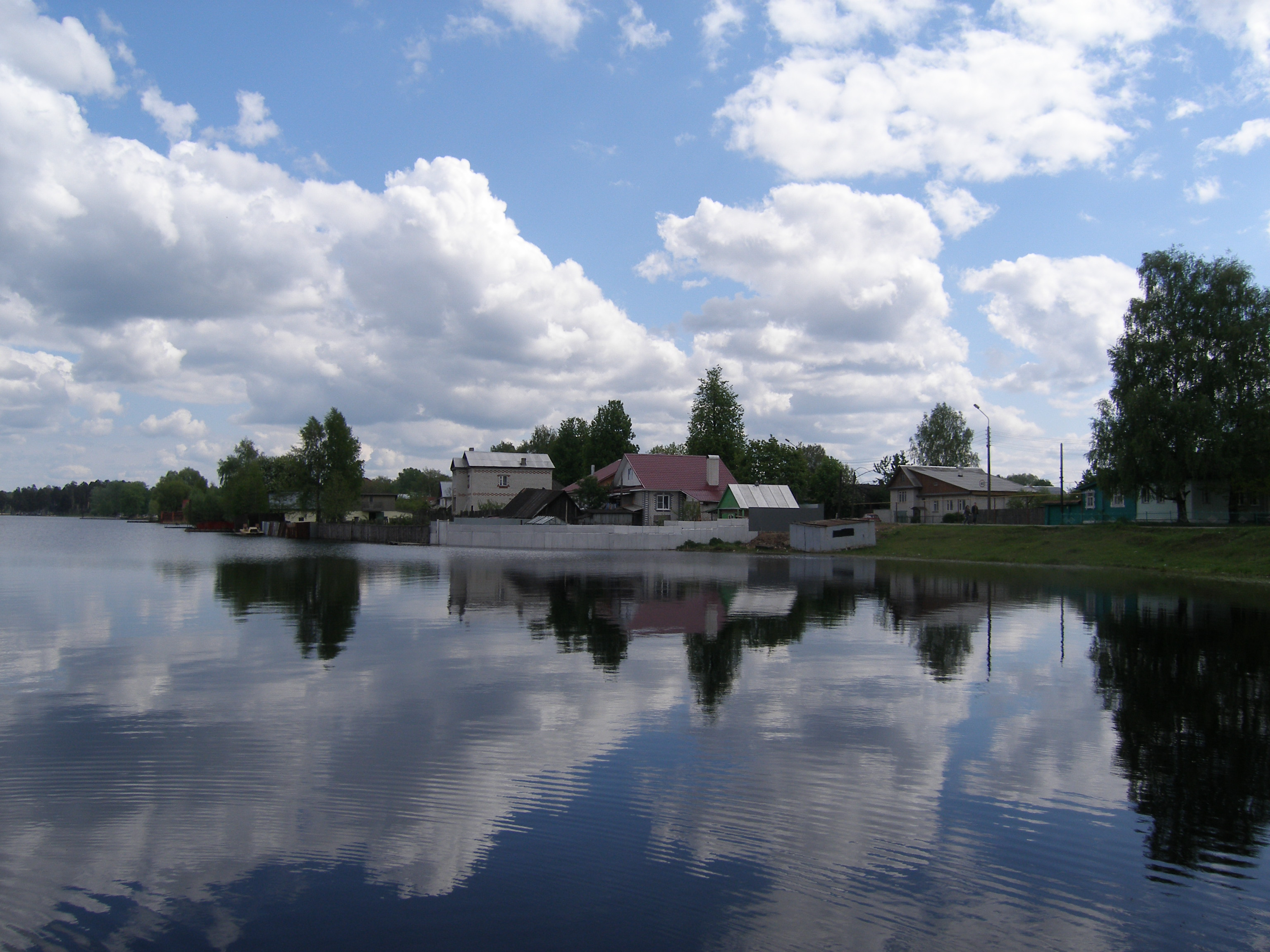
Ставок у Виксі

Місто Викса має компактну планувальну структуру, у вигляді системи прямокутних кварталів з центральним житловим утворенням і окремими житловими групами, розташованими на півдні та заході.
Центральний житловий район представлений малоповерховою, середньо- і багатоповерховою житловою забудовою. У самому місті знаходяться чотири ставки, поверхня яких становить 1000 гектарів. Особливо гарний верхній ставок, оточений сосновим бором.
З північного заходу і заходу до житлових зон міста примикають значні території виробничого куща, який обмежений з заходу річкою Железниця, тут розташовані найбільші підприємства виробничої зони міста: ВАТ «Виксунський металургійний завод», ЗАТ «Автокомпозит», ВАТ «Завод Корпусів» і інші.
Адміністративний центр міста склався у центральній історичній частині міста.
Території, що оточують місто з півночі, сходу та півдня покриті лісами, частина яких з південно-східної і південної сторони входить в межі міста.
Влітку в парку і на ставках влаштовуються карнавали, ярмарки, фестивалі та різноманітні свята.
У місті є 204 вулиці та 42 провулка, на яких розміщено 3455 будівель.

## Клімат
Клімат в місті Викса близький до помірно-холодного. Середньорічна температура в місті Викса — 4.6 °C. Липень є найтеплішим місяцем року. Температура у липні становить у середньому 19.2 °C. Січень є найхолоднішим місяцем, з температурами у середньому -10.9 °C.

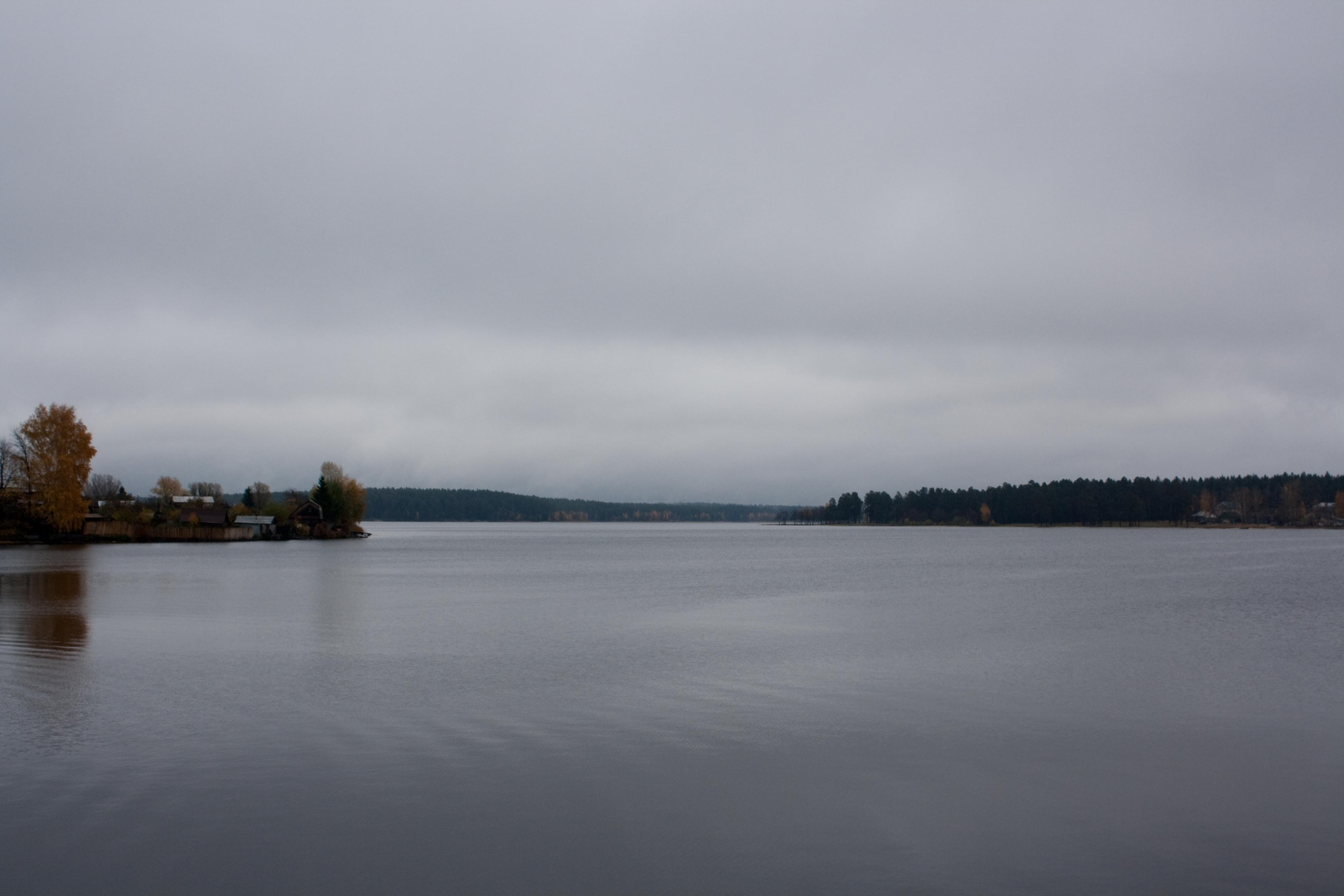
Ставок у Виксі

У місті випадає значна кількістю опадів, у рік випадає близько 592 мм опадів. Навіть у посушливі місяці є багато дощів. Самий посушливий місяць березень, з 26 мм опадів. Велика частина опадів випадає у липні, у середньому 82 мм.
Клімат у місті є таким ж як і клімат у центральній частині Східноєвропейської рівнини.
| Клімат Викси              | Клімат Викси | Клімат Викси | Клімат Викси | Клімат Викси | Клімат Викси | Клімат Викси | Клімат Викси | Клімат Викси | Клімат Викси | Клімат Викси | Клімат Викси | Клімат Викси | Клімат Викси |
| Показник                  | Січ.         | Лют.         | Бер.         | Квіт.        | Трав.        | Черв.        | Лип.         | Серп.        | Вер.         | Жовт.        | Лист.        | Груд.        | Рік          |
| Середній максимум, °C     | −7,6         | −6,3         | −0,2         | 10,3         | 18,7         | 22,8         | 24,3         | 22,5         | 16,1         | 7,7          | 0            | −4,5         | 9            |
| Середній мінімум, °C      | −14,1        | −13,7        | −7,8         | 1,6          | 8            | 11,9         | 14,1         | 12,4         | 7,5          | 1,7          | −4,8         | −10          | 2            |
| Норма опадів, мм          | 40           | 30           | 26           | 35           | 50           | 55           | 82           | 70           | 60           | 60           | 55           | 50           | 592          |
| ------------------------- | ------------ | ------------ | ------------ | ------------ | ------------ | ------------ | ------------ | ------------ | ------------ | ------------ | ------------ | ------------ | ------------ |
| Джерело: Climate-Data.org |              |              |              |              |              |              |              |              |              |              |              |              |              |

## Назва
Викса — слово угро-фінського походження. У перекладі означає «Потік», «Течія». До 10-11 століть тут проживали племена угро-фінської групи. Біля поселень протікала невелика річка Виксунь (за іншими джерелами річка Виксунка), звідки пішла назва села.

## Історія
Початок поселенню (спочатку селу) було покладено створенням у 1757 році Виксунського залізорудного заводу, заснованого братами Баташевими, вихідцями з тульських майстрових. Перші куплені землі Баташови оформляли на ім'я Микити Демидова. У ті давні часи купувати землю дозволялося тільки шляхті. Баташови не були шляхетного роду, і не були росіянами, ось і довелося на чуже ім'я купувати. Тільки у 1783 році, вони домоглися шляхетного звання.

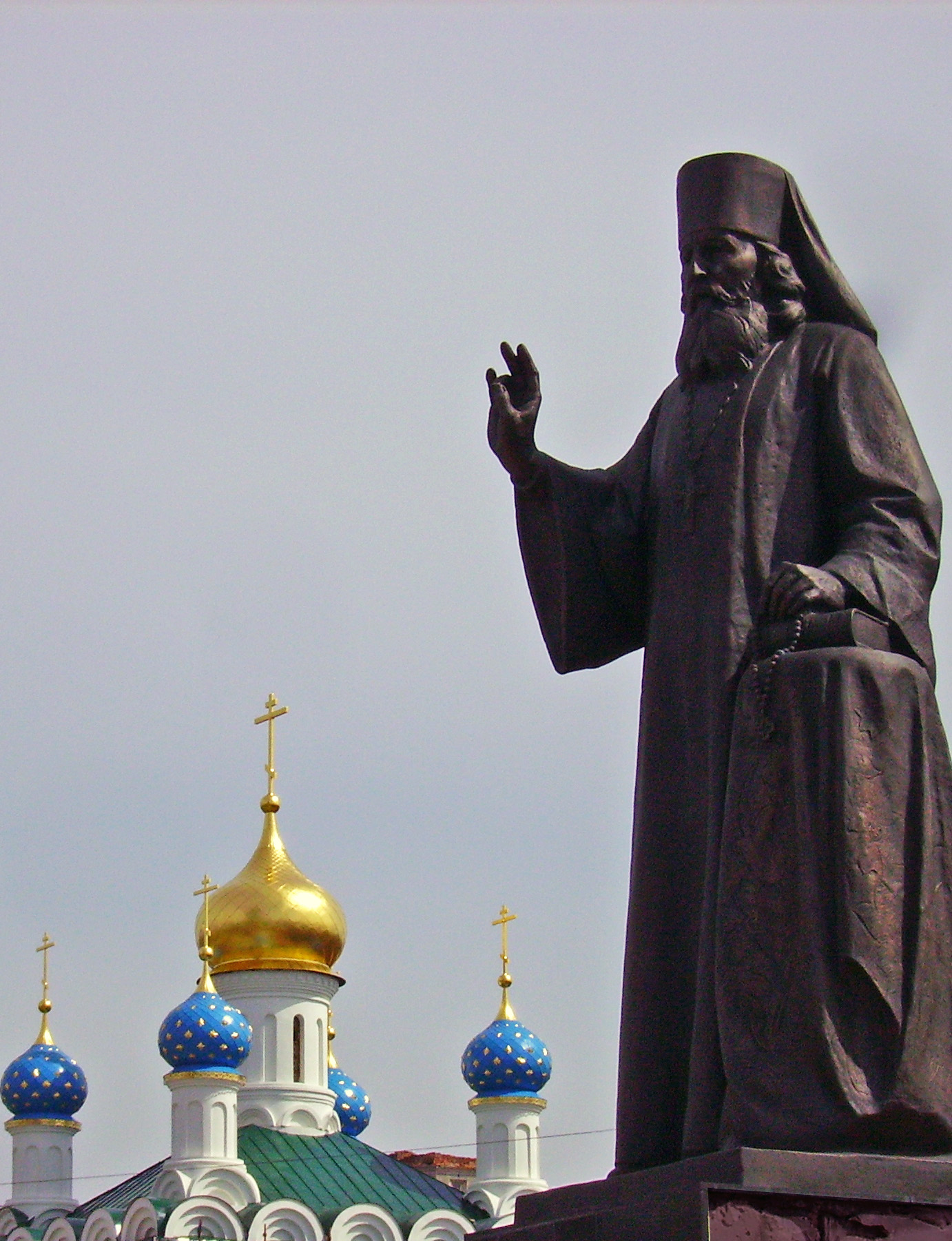
Пам'ятник преподобному Варнаві, засновнику Іверського монастиря

Розвитку виробництва безпосередньо в Виксі перешкоджало серйозне обставина: ця територія вважалася землями новохрещеної мордви, тому будуватися тут дозволялося тільки з особливого монаршого благовоління.

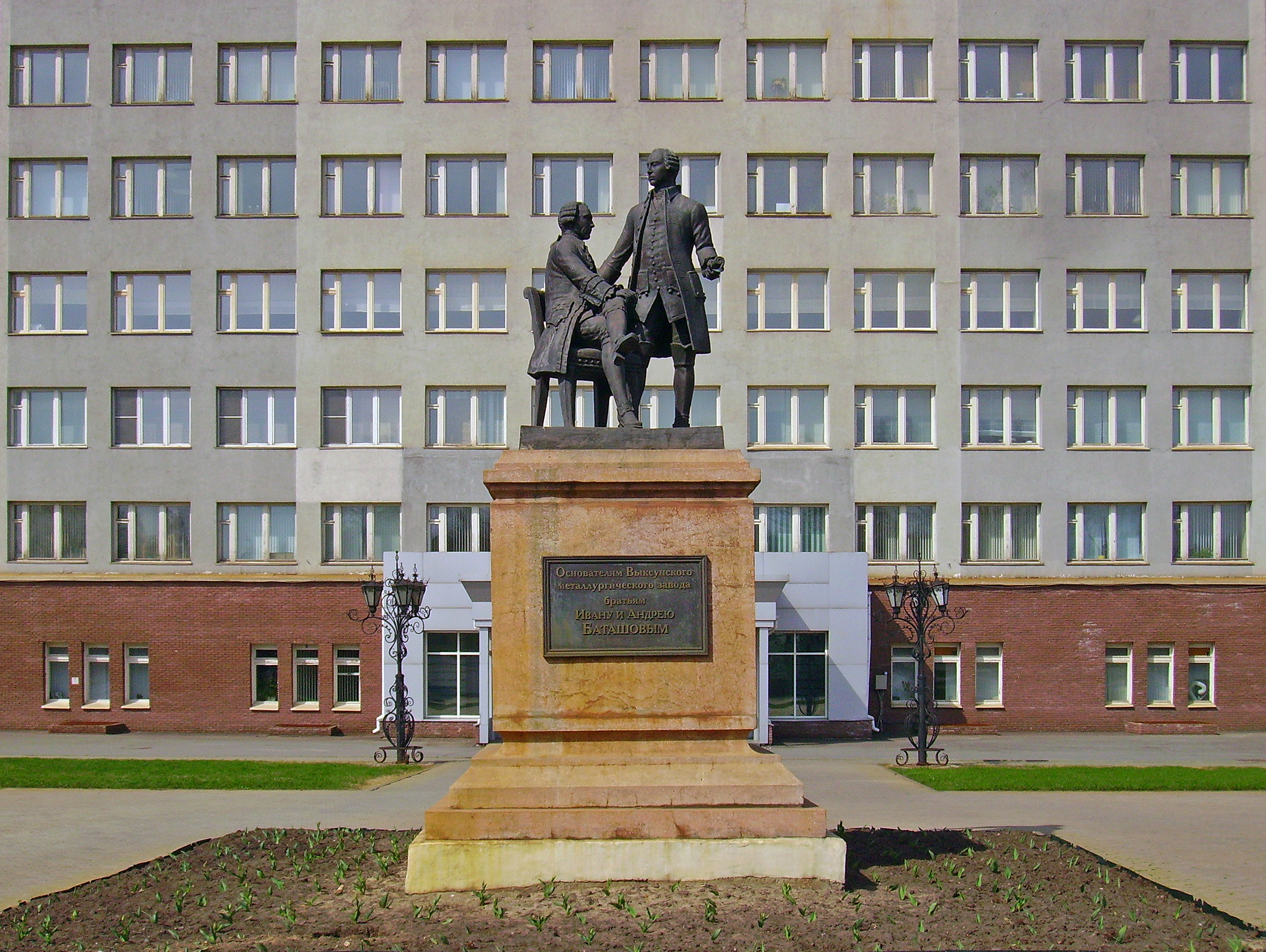
Пам'ятник братам Баташевим

У серпні 1765 році Катерина II піднесла братам царський подарунок: через кілька днів після дня народження Івана Родіонович Баташева і трохи раніше його іменин імператриця підписала спеціальний указ, що дозволяє братам освоювати берега Викса і Велетьми. Будівництво нового Верхньо-Виксунського заводу почалося негайно, а роком пізніше, у 1766 році, він випустив майже 5 тис. тон чавуну — значний на ті часи обсяг. Завод мав дві чавуноплавильні домни, дві молотові фабрики для кування заліза, фабрики по виробництву суконних машин і ручної обробки кіс, кузню, столярну, модельну і слюсарну майстерні.
Верхньо-Виксунський завод виробляв чавун, відливав гармати різних калібрів, ядра і гранати до них, виготовляв суконні та полотняні машини, серпи, коси, котли, горщики, ломи, молоти, сокири, виковуючи залізо смуговий, чіткий, сортове, шинний, листове.
У 1767 році в кілометрі від Верхнього заводу Баташови побудували Середній завод. Він випускав каструлі, ковші, ложки, виделки, серпи, цвяхи, коси. У 1768 році у нижній греблі річки Виксуньки був заснований Нижній завод для вичинки сортового, смугового і листового заліза.
Для потреб виробництва створюється система величезних ставків площею 280—585 га і глибиною до 9 м. Заводи випускають зброю, листове залізо, цвяхи, дріт, лиття, сортове залізо, труби.
У XIX ст. Виксунського заводи були найбільшими підприємствами не тільки в Нижегородської губернії, а й у країні. На частку Виксунських заводів доводилося 40 % всіх фабрично-заводських робітників Нижегородської губернії, що в 4 рази перевищувало кількість робочих Нижнього Новгорода.
До початку XIX століття в Виксі і її околицях діяли з десяток залізоробних заводів. У зв'язку з тим, що для виплавки заліза і виробництва різних виробів необхідна енергія, а її в той час добували «з води», то в самій Виксі і у навколишніх поселеннях, де існували заводи, були споруджені штучні озера. В даний час водойми представляють собою унікальну штучну водну систему, яка є пам'ятником природи.
Після смерті Івана Баташова у 1821 році заводи переходять його онукам і правнукам під опікунські управління генерал-лейтенанта Д. Д. Шепелєва.

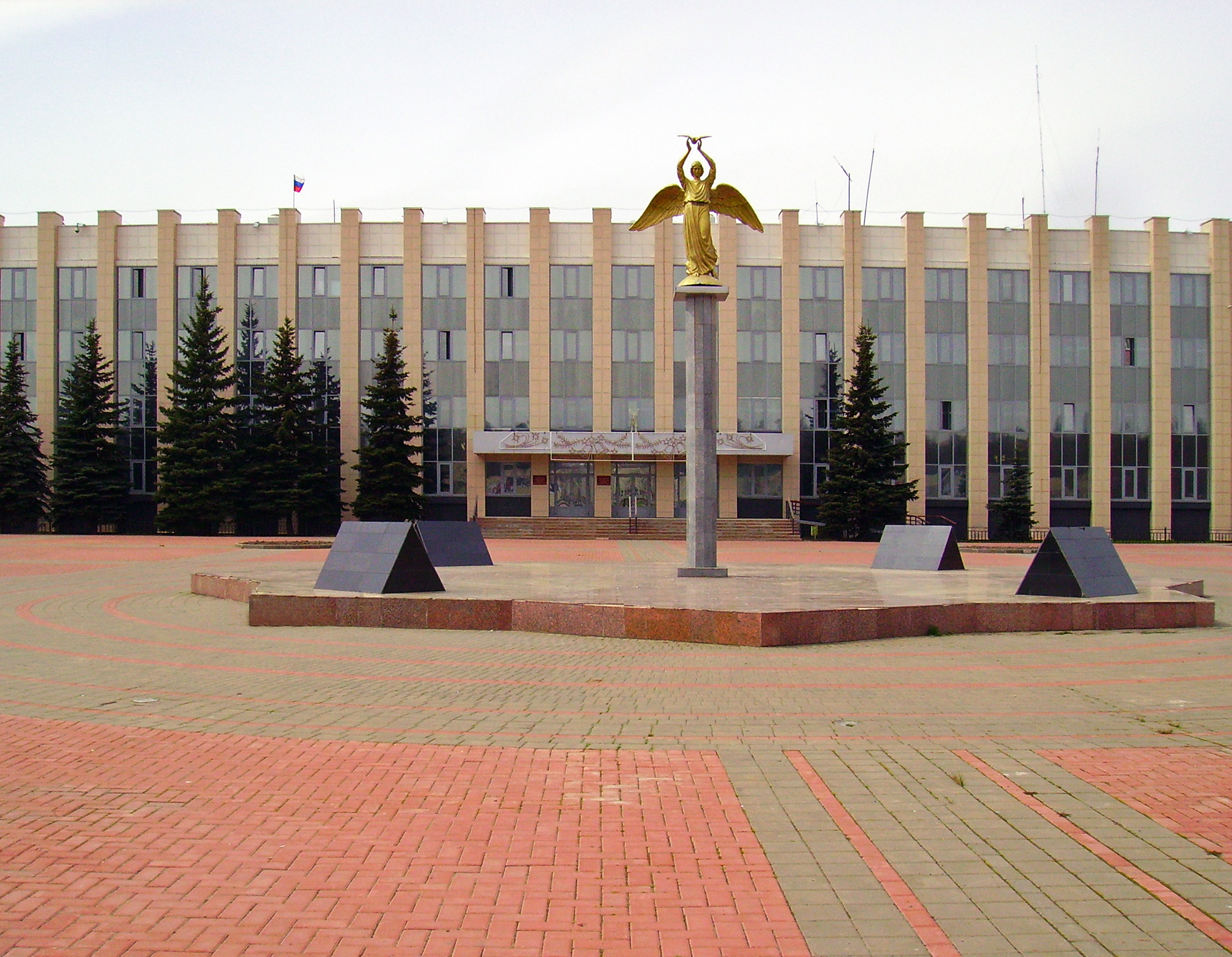
Композиція «Золотий ангел» біля міської адміністрації

До 1826 року заводи потрапили в повну залежність до купців Пастухова, Баркову і Рукавишникову. У цей час з'явилося урядове розпорядження про оцінку Виксунських заводів і продажу їх з публічних торгів.

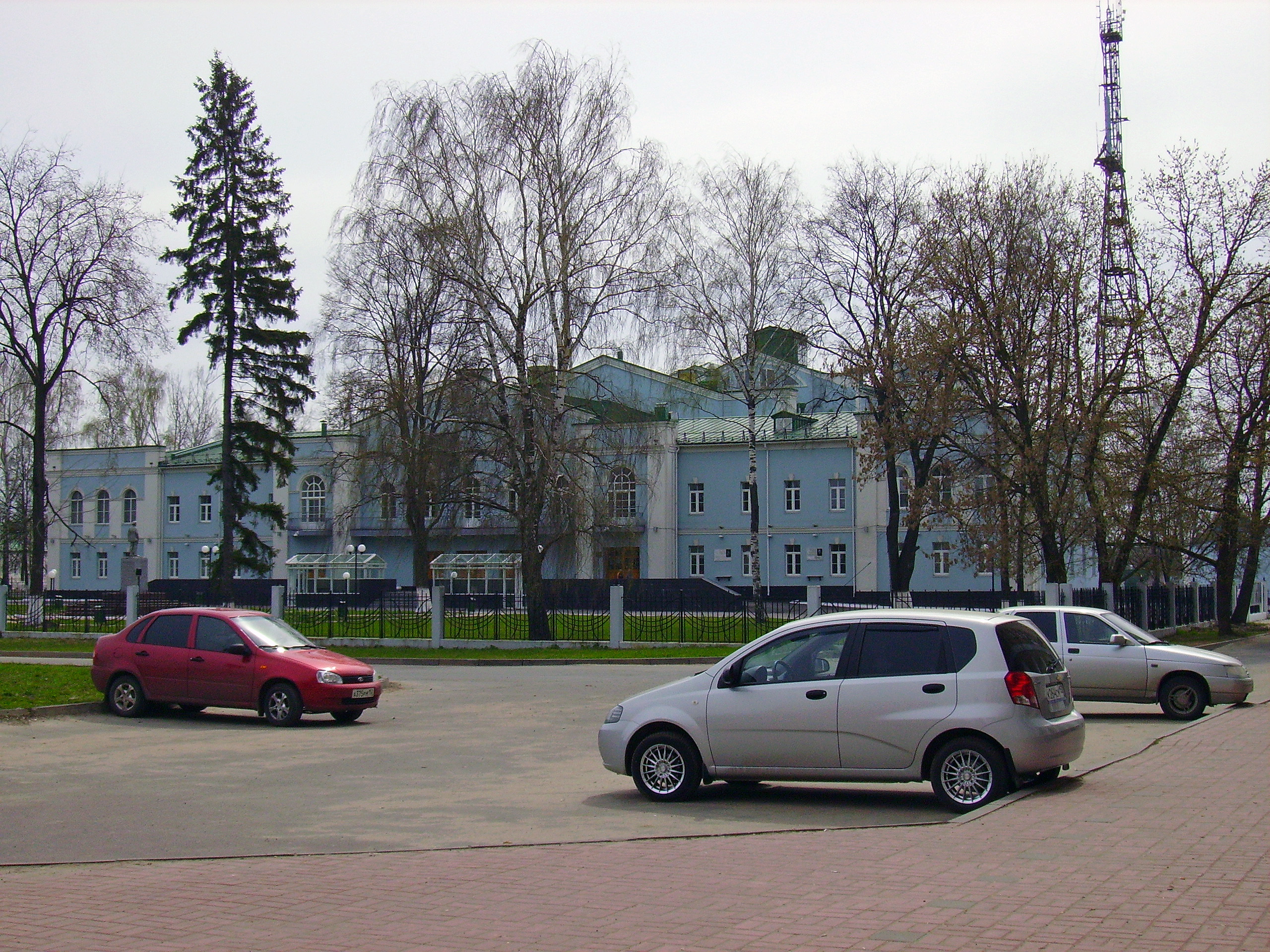
Палац культури металургів

Після смерті Д. Д. Шепелєва у 1841 року, на тлі загального соціально-економічної кризи у Росії, у зв'язку з використанням кріпацької праці, посилюється занепад виробництва на Виксунських заводах.
У липні 1865 заводи переходять до англійських акціонерів.
У 1881 році заводи урядом були передані баварському підданому — Лессинґу. Було утворено акціонерне товариство «Виксунських гірських заводів».
У XIX ст. Виксунські заводи неодноразово переходили з рук в руки, але нові власники виявилися нездатні вдосконалювати технології, обсяги виробництва падали, продукція втрачала конкурентоспроможність. У XIX ж столітті у Виксі в родичів, які володіють заводами, жили і працювали відомий драматург О. В. Сухово-Кобилін і прозаїк Евджені Саліас Де Турнмір. Останньому належить популярний роман «Володимирські Мономахи», який окреслив історію Виксунських заводів і їх господарів.
У 1918 році для управління заводами створюється колегіальне управління Виксунського гірського округу. З 1921 року введено посаду директора.
Наприкінці XIX ст. у Виксі будується найбільша в Росії того часу система вузькоколійних залізниць, що зв'язують заводи з місцями видобутку руди і лісорозробками. З 1921 по 1925 роки побудовано 110 кілометрів залізної дороги. Значна їх частина збереглася і донині. Зокрема вузькоколійки — єдиний зв'язок з Великою землею таких селищ як Дімаров, Новий Лашман, Лесомашинний, Тупик, Доміки. Пасажирський поїзд складається з 2-3 вагонів і ходить по маршрутах станція лісозавод — Дімаров (із заїздом в Новий Лашман) і Унор-Тупик (із заїздом в Лесомашинний).
У 1921—1929 роках Викса була центром Виксунського повіту.
У 1925 році на базі металургійного заводу відкрито школу «Фабрично-заводського учнівства» — ФЗУ № 1 (тепер професійне училище № 2). Для підготовки інженерно-технічних кадрів у 1929 році відкривається металургійний технікум.
1 травня 1930 року проведено урочисте закладання заводу дробильно-розмельного устаткування. Для підготовки кадрів робочих на споруджуваний завод відкривається ФЗУ № 2 згодом професійне училище № 3. Перша дробарка була виготовлена 30 березня 1933 року.

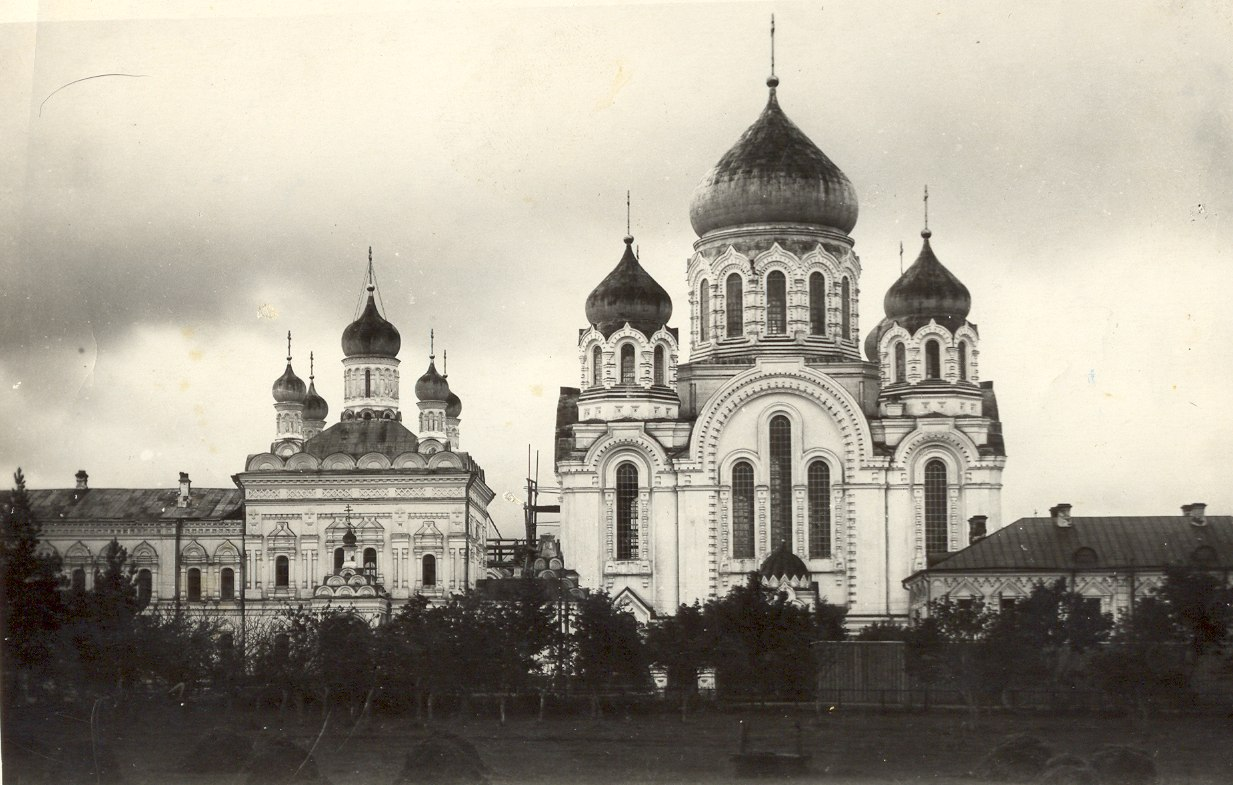
Виксунський Іверський монастир. Початок XX століття

20 жовтня 1933 Всеросійський центральний виконавчий комітет ухвалив: «Включити в межі робочого селища Викса селище Антоповку Виксунського району».

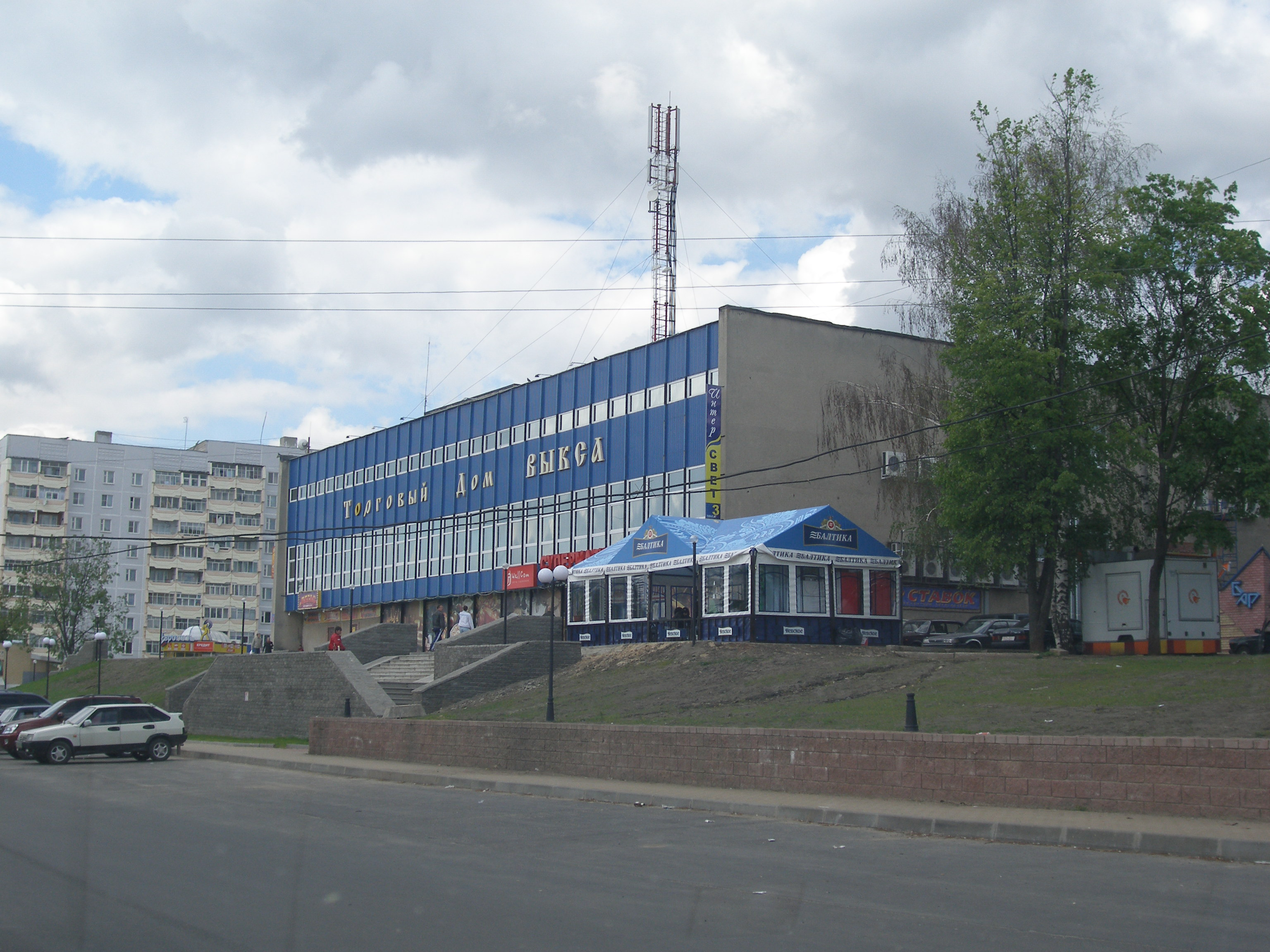
Тоговий дім «Викса»

У 1934 році Викса набуває статусу міста і отримує новий імпульс до розвитку. Йде масштабне переозброєння металургії: дрібні підприємства (як заводи у Вілі і Велетьмі) закриваються або перепрофілюються, на Виксунському заводі вступають в дію нові, оснащені сучасним обладнанням, орієнтованим вже тільки на переробну металургію. У лад вступають заводи дробильно-розмельного устаткування (в дні війни він випускав бронемашини), тепло-ізоляційних матеріалів, з'являються деревообробні підприємства та підприємства харчової промисловості.
У 1935 році був прийнятий план забудови майбутньої Викса. Побудована школа № 8, хірургічний корпус міської лікарні, будуються житлові будинки, крамниці. Починається реконструкція міського парку, відкривається філія політехнічного інституту.
У 1963 році почалася газифікація міста, побудований ретранслятор. У 1964 введена в експлуатацію школа № 12. У 1966 році відкривається будівельне училище № 57 (у 1996 році професійне училище № 3 (машинобудівників) і № 57 об'єднані в одне, яке стало називатися професійне училище № 35).
У 1970—1980 роках місто істотно виросло: у Виксі стали до ладу трубне виробництво, яке обслуговувало будівництво нафто- і газопроводів та найбільше у світі колісне виробництво. У місті в цей період були зведені чотири житлових мікрорайону, безліч об'єктів соціально-культурного призначення: вузол зв'язку, телевізійний ретранслятор, лікарня з поліклінікою, аптека, універмаг, адміністративні будівлі виконкому міської ради народних депутатів, міліції, суду, кінотеатр «Батьківщина», готель «Росія», меморіальний комплекс з Вічним вогнем, школи, дитячі садки. Велося велике будівництво у сфері комунальної інфраструктури.

## Герб

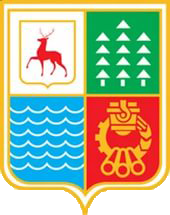
Старий герб

Старий герб міста Викса був розроблений до 50-річчя присвоєння Виксі статусу міста. Його автор — художник-оформлювач бюро естетики металургійного заводу О. О. Сеппіус. Герб затверджено рішенням Виконавчого комітету Виксунського міської Ради народних депутатів від 10 липня 1984 року № 341.
Герб Викси це геральдичний щит розміром 30 на 20 мм, розділений на чотири колірні поля. У верхньому білому полі — червоний олень, що символізує приналежність Викса до Нижегородської області. У правому нижньому куті розташований складний символічний знак, що поєднує шестерню, колос, труби, сталерозливних ківш на червоному полі. Сталерозливний ківш і труби — атрибути металургійного виробництва, шестерня — машинобудівного, колос — агропромислового комплексу. Червоний колір на гербі показує чільну роль металургії у промисловості району, зелений — символ достатку лісів, блакитний — це колір ставків і річок.
Новий герб був затверджений рішенням Ради депутатів МО місто Викса № 7 «Про герб міського округу місто Викса Нижегородської області» від 28 лютого 2017 року.
Єдиноріг на гербі символізує єдність, духовну владу і благородство, його взято з герба Баташевих. Розподіл геральдичного щита на 4 частини в цілому повторює розподіл старого герба міста Викса, що підкреслює спадкоємність колишньої і нової символіки. Кожна частина четверочастний щита несе певну символіку.
Червоний колір — колір розпеченого металу, символічно відображає роль металургії у становленні та розвитку міського округу, символізує працю, мужність, життєствердну силу, красу, свято.
Зелений колір — символ природи міського округу, що оточують його лісів і полів, міських парків, символізує життя, процвітання, стабільність, надію.
Лазуровий колір — колір, який символізує водні простори, алегорично відображає походження назви міського округу «місто Викса». Є символом істини, честі та чесноти, чистого неба.

## Промисловість

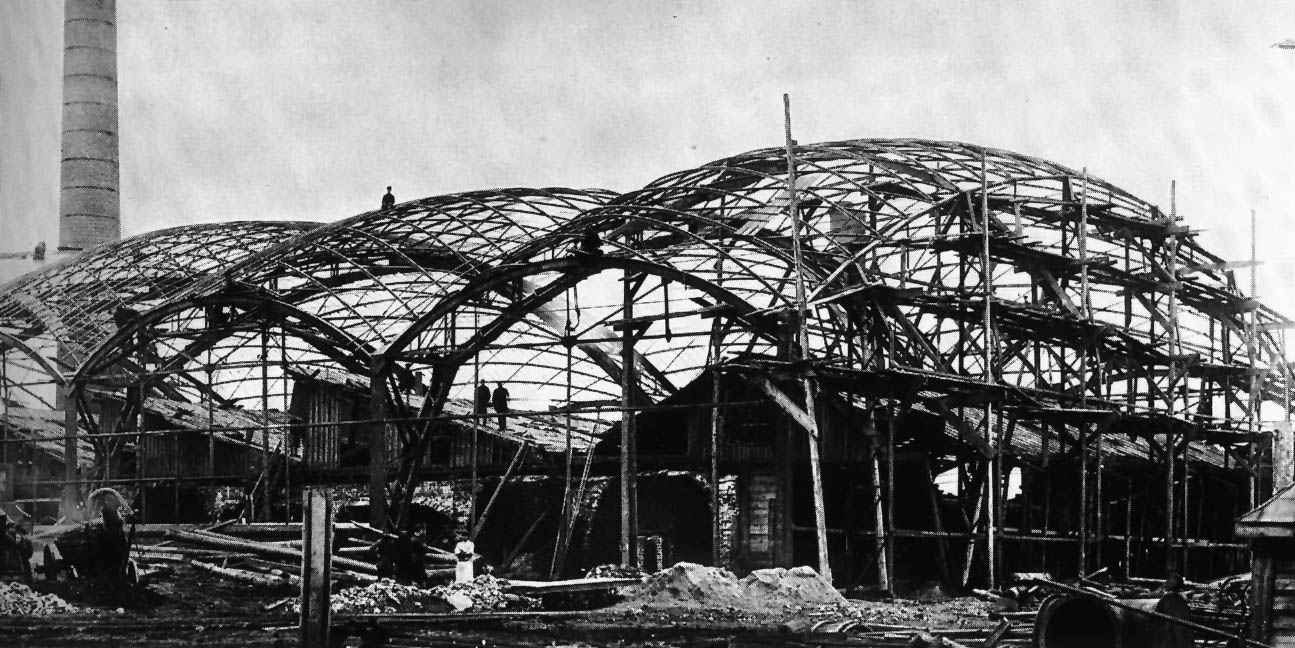
Будівництво цеху з шуховськими сітчастими перекриттями

Основу промисловості Викса становить металургійне виробництво — ВАТ «Виксунський металургійний завод» (ВМЗ). Цей завод поставляв труби великого діаметра для газогону «Північний потік» — близько 45-50 % від загальної кількості. Підприємство є партнером ВАТ «Російські залізниці» з постачання сучасних, більш довговічних коліс для рухомого складу. Завод є основним платником податків міста.
Крім нього в місті діє ряд заводів:
- ВАТ «Дробмаш» — виробництво дробильної техніки[6];
- «ЗБК» — виробництво залізобетонних конструкцій і інші (в даний час завод не функціонує, покинутий);
- ВАТ «Завод Корпусів» — Завод корпусів, що виробляє бронекорпуси для таких машин, як «Тигр», «БТР», «Тайфун»).
- ЗАТ «Автокомпозит» — виробництво дробильної техніки;
- ЗАТ «ДробмашБуд» — будівництво будинків, будівель;
- ВАТ «Залізобетон» — збірний залізобетон (плити, фунт, балки тощо), бетон, розчин;
- ВАТ «Теплоізол» — утворилося у 1993 р. на базі Виксунського заводу теплоізоляційних матеріалів. Підприємство діє з 1947 року. Продукція заводу: теплоізоляційні матеріали.
- ВАТ «Виксаліс» — деревообробне підприємство.
- Виксунський лісгосп.

Харчова промисловість представлена рибним цехом, заводом хлібобулочних виробів і молочних заводом.
В цілому обсяг виробництва, так само як і загальний стан виробничих потужностей, був істотно знижений в 1990-і роки. Починаючи з 2000-х почався процес відновлення виробництва, але лише частково.

## Релігія

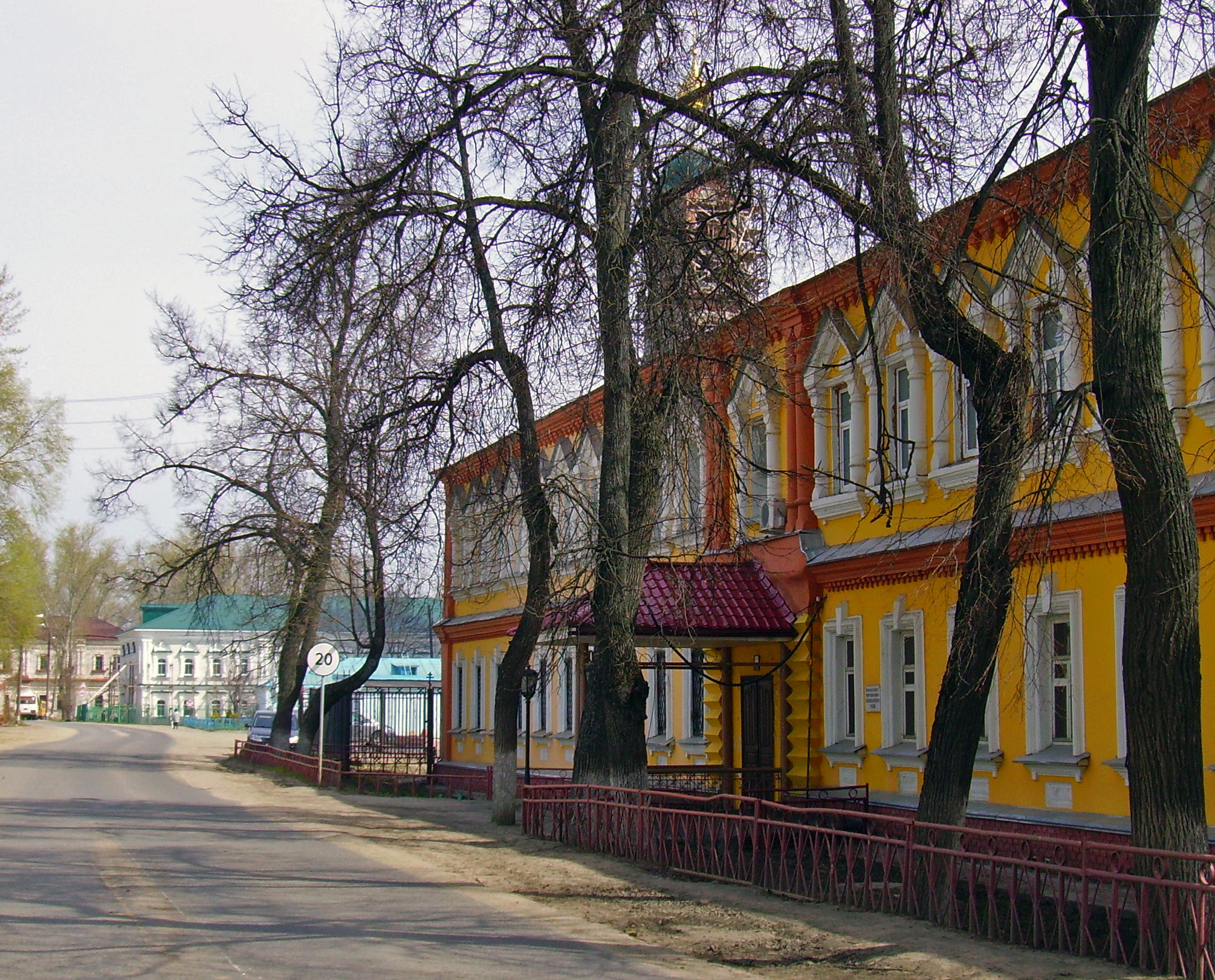
Духовне училище

У місті розташований Виксунський Іверський монастир — один з центрів православного паломництва в Нижегородській області. Монастир засновано восени 1863 року Варнавою Гетсиманським.
У Виксунському Іверському монастирі є:
- Собор Ікони Божої Матері Іверської (збудовано у 1872—1877)
- Собор Трійці Живоначальної (1897—1909),
- Церква Ікони Божої Матері Іверської (1874—1876)
- Церква Успіння Пресвятої Богородиці (1884—1887)

При монастирі діє духовне училище.
У місті діють:
- Церква Миколая Чудотворця[10]
- Церква Варнави Гефсиманського
- Церква Іоанна Богослова[11]
- Кафедральний собор Різдва Христового[12].
- Церква Успіння Анни Праведної[13].
- Церква святителя Луки (Войно-Ясенецького) при ЦРЛ м. Викса[14].
- Церква Успіння Божої Матері.
- Каплиця Покрова Пресвятої Богородиці.

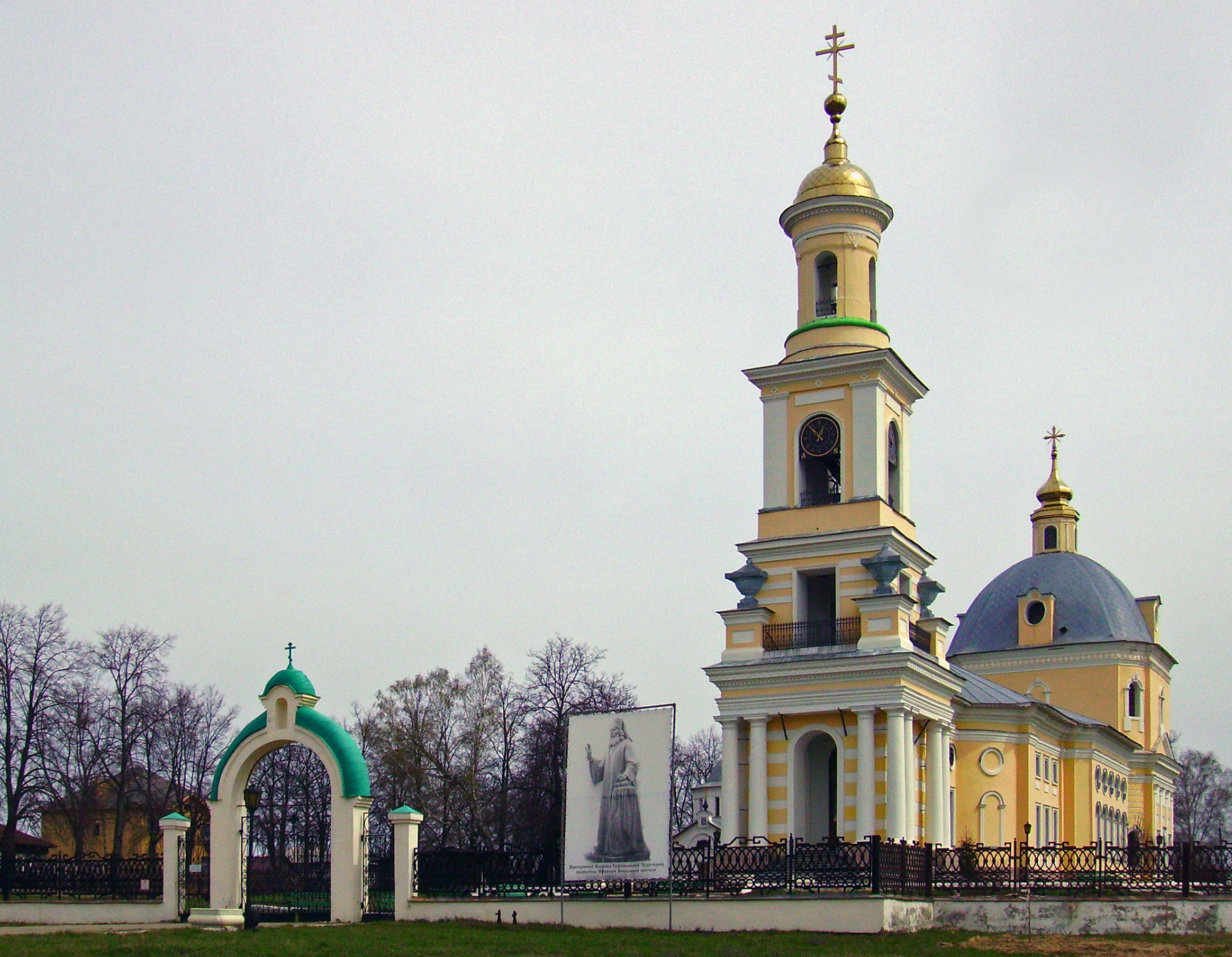
Кафедральний собор Різдва Христового
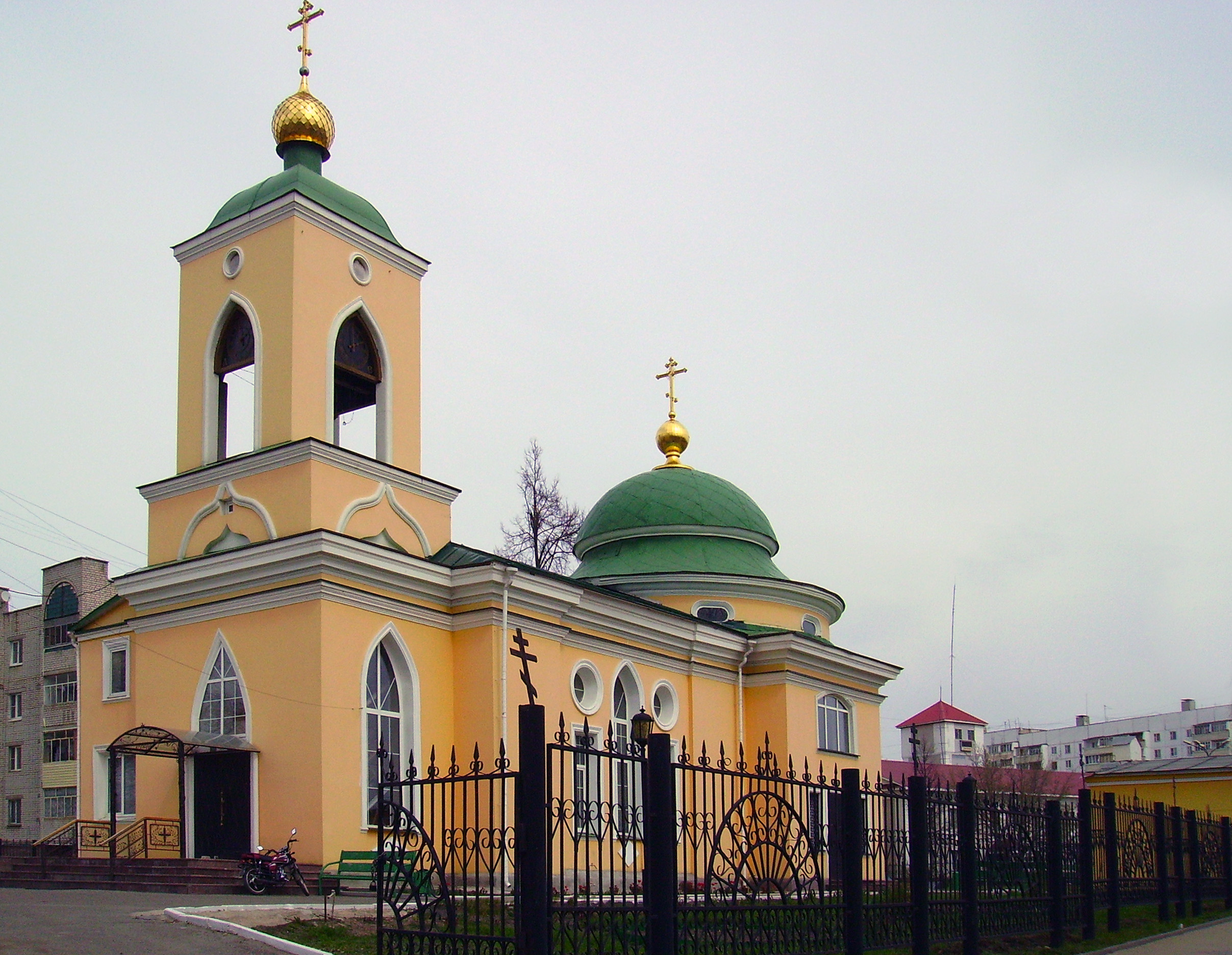
Церква Іоанна Богослова
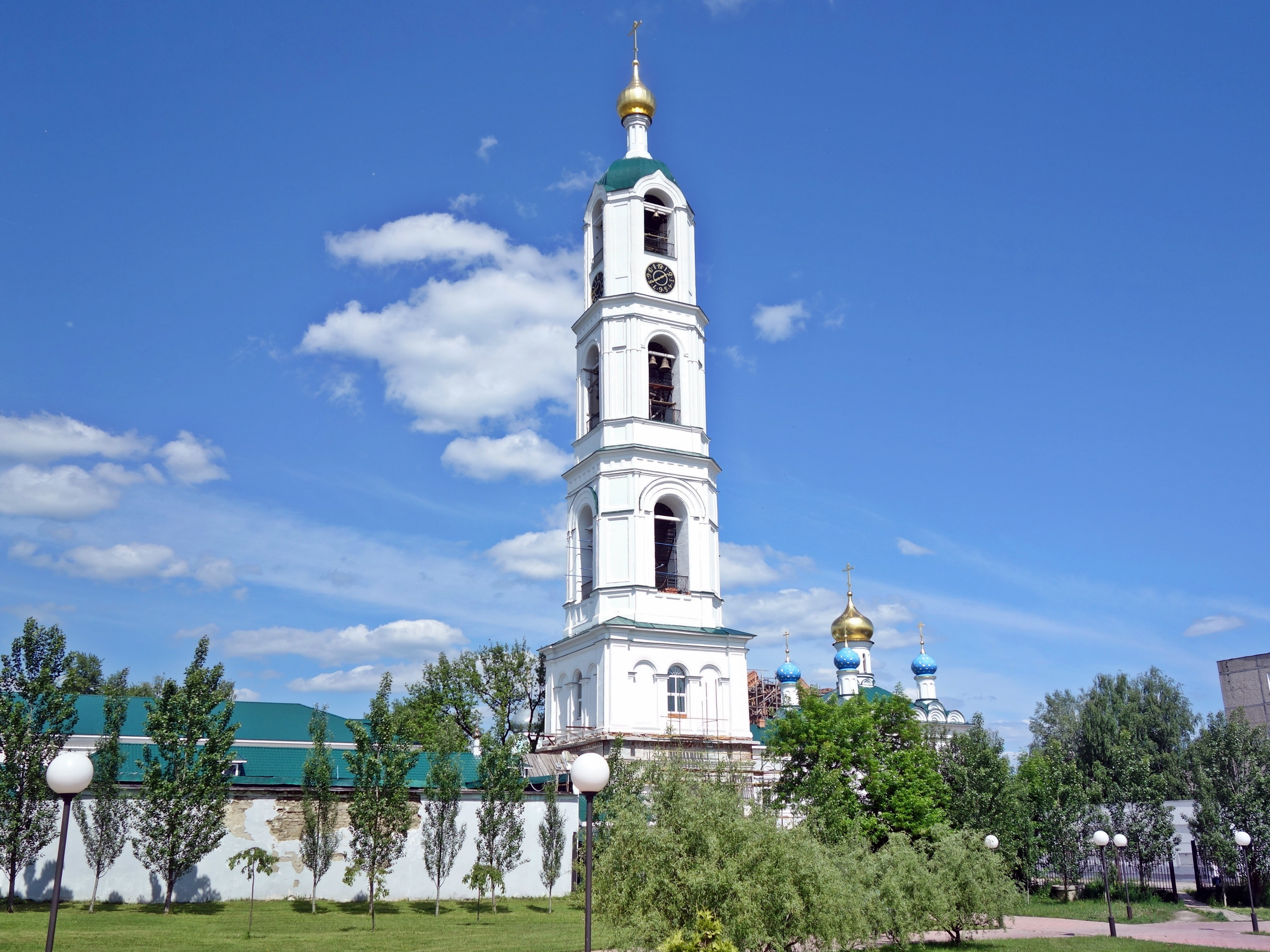
Дзвіниця Іверського монастиря
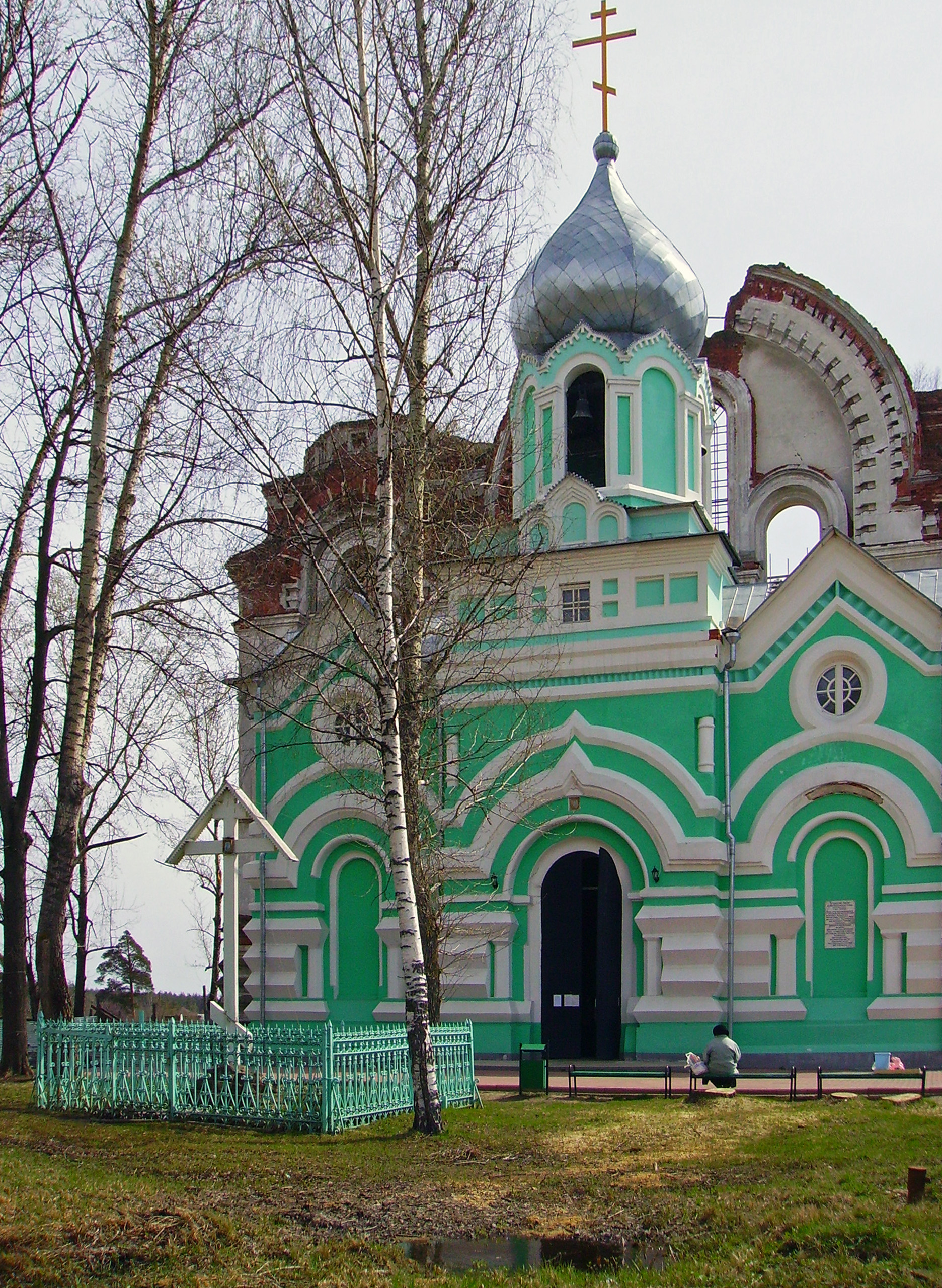
Троїцький собор
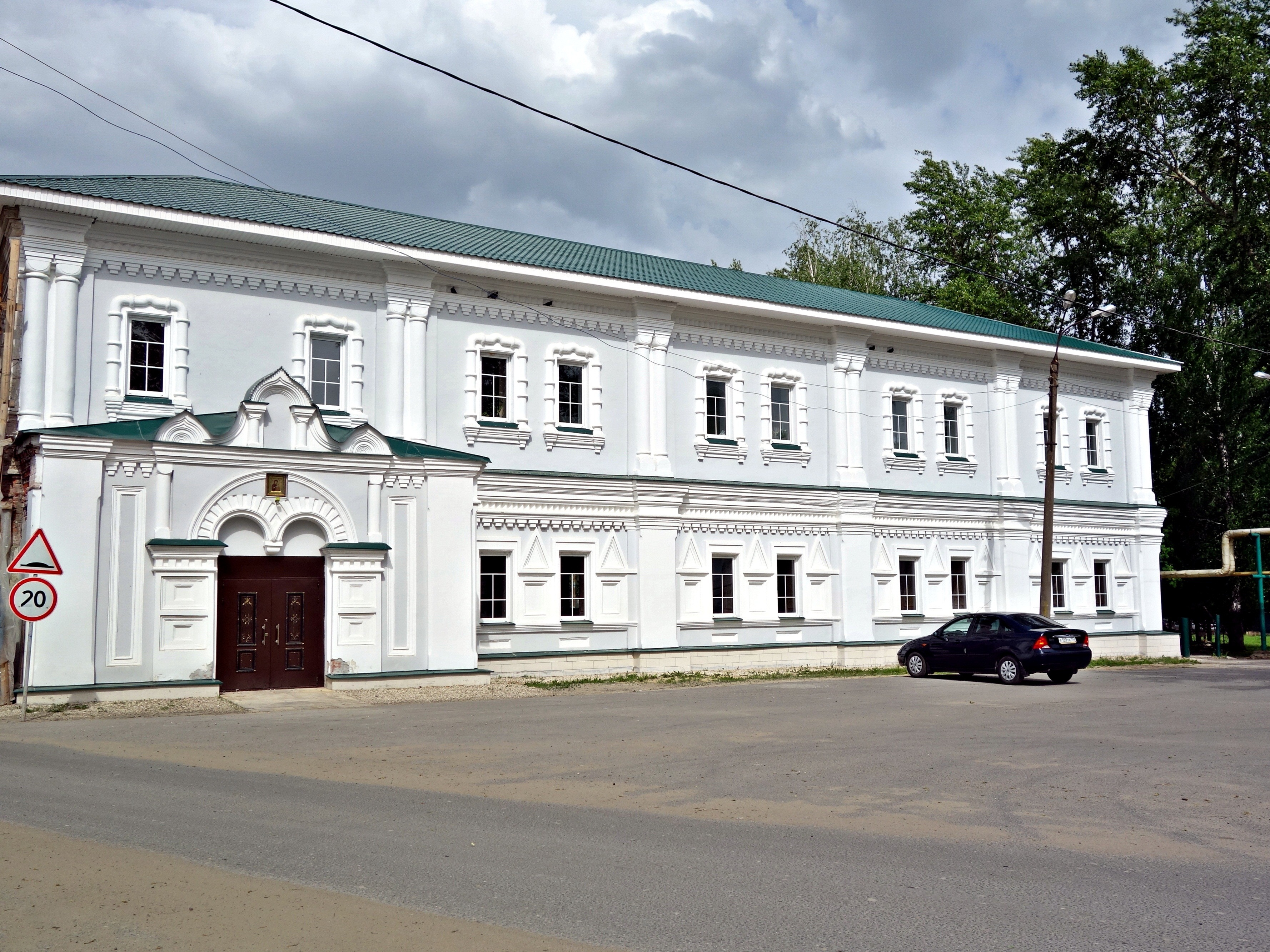
Трапезний корпус

## Пам'ятки

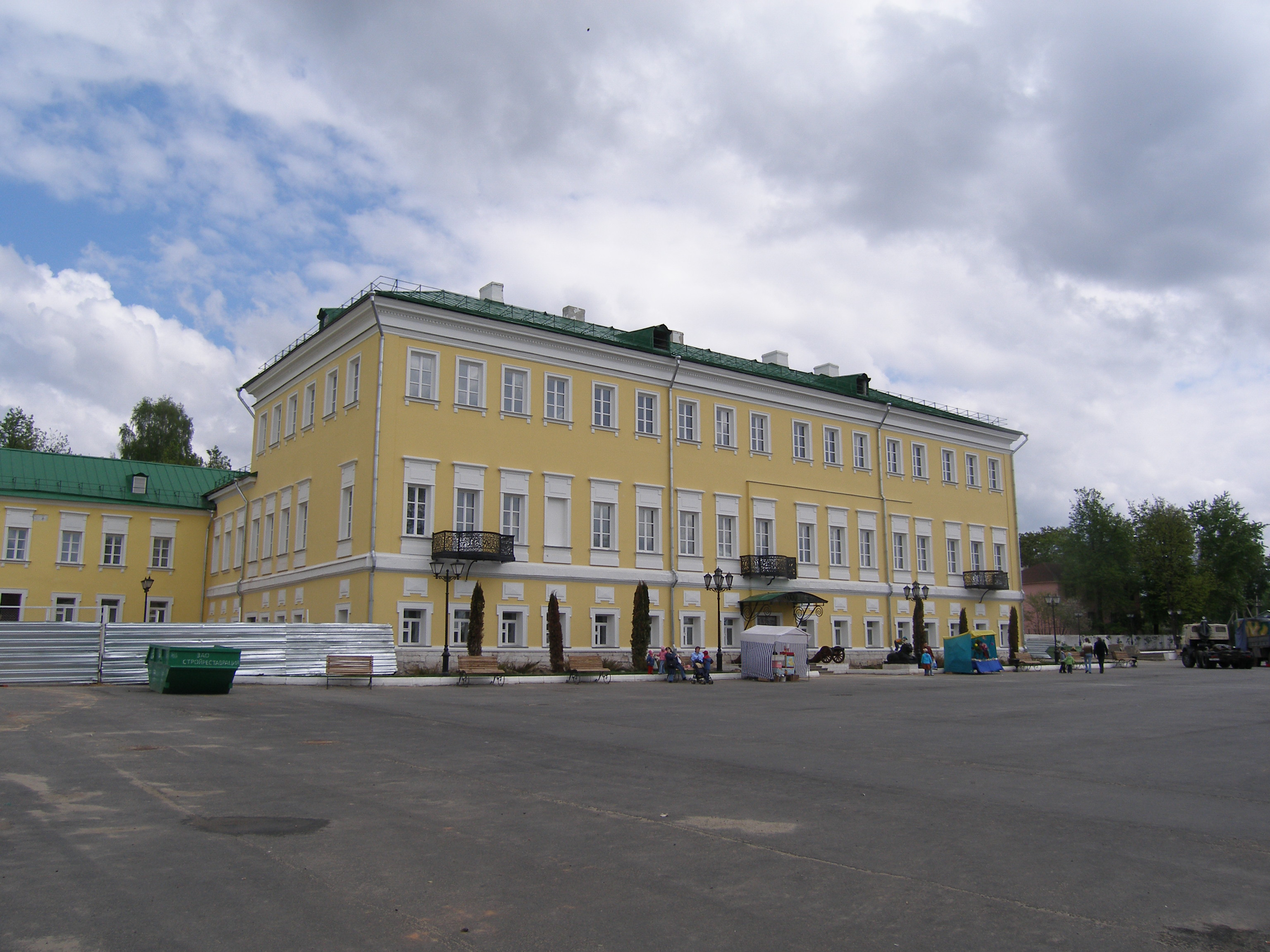
Будинок Баташева у Виксі

Найбільша пам'ятка Викса — парк у самому її центрі площею 41 га. Він розпланований у французькому стилі за зразком відомих європейських парків у Версалі, Літнього саду в Петербурзі, парків Петергофа. Композиційна вісь парку — головна липова алея, на півдні закінчується будинком-палацом Баташова.
Виксунський парк культури і відпочинку — цінна пам'ятка садово-паркового мистецтва другої половини XVIII століття, який сьогодні разом з блакитним намистом ставків створює самобутній оригінальний образ Викса. Створений працею кріпаків заводчиків Баташевих.
Найбільш старою в місті є територія між Верхнім та Запасним ставками, тут розташовані об'єкти культурної спадщини, Садибно-промисловий комплекс Баташева-Шепелєва.
Також найціннішими об'єктами культурної спадщини є ставки: Верхній, Нижній та Запасний, розташовані в південній частині міста.
Музей історії Виксунського металургійного заводу

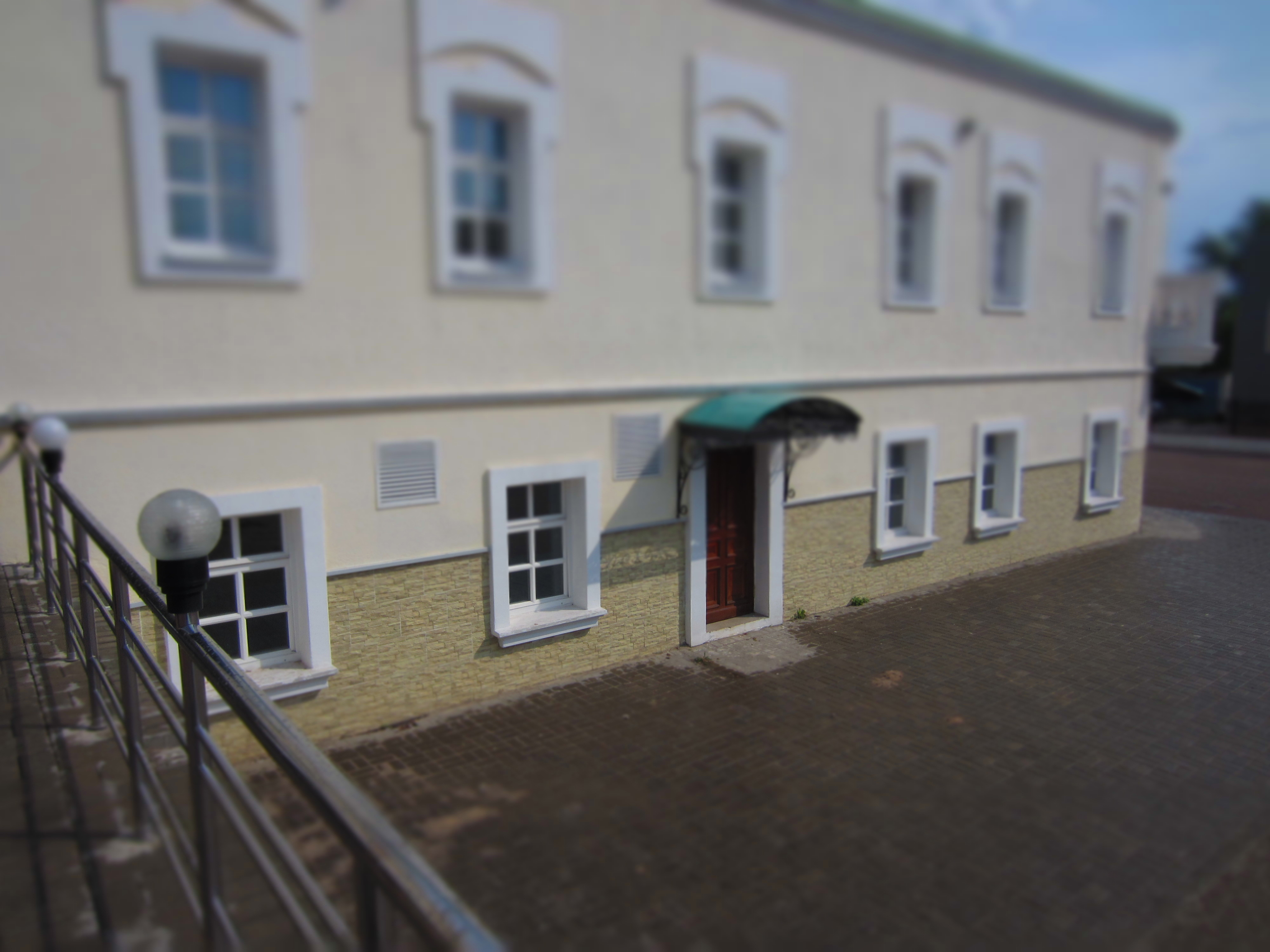
Будівля контори

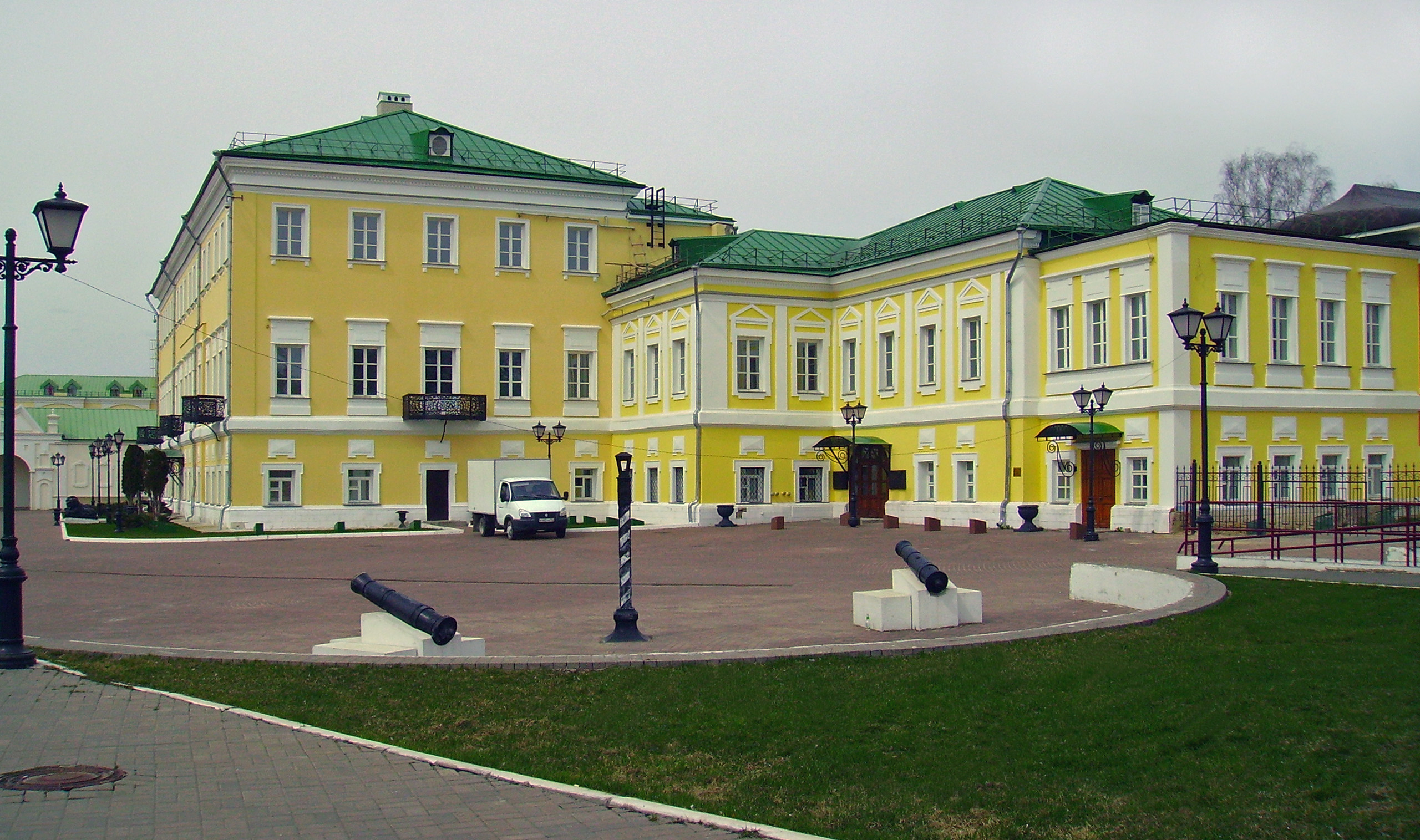
Східне крило музей історії Висунського металургійного заводу

У місті діє Музей історії Виксунського металургійного заводу, створений був у 1919 році. У травні 1920 року музей закрився. Причиною цього стала пожежа в Головній заводський конторі, після чого розташовувалася там канцелярія самочинно перемістилася в приміщення, займане музеєм. Експозицію довелося терміново згорнути, а художньо-історичні цінності складувати в одному з приміщень Народного дому. А у серпні 1927 року художньо-історичні предмети, що знаходилися у Виксунському музеї, були передані в Нижегородський музей.
У 1957 році, у рік святкування 200-річного ювілею ВМЗ, знову постало питання про створення музею в Виксі. За рішенням виконкому Виксунської Міськради № 123 від 13 травня 1958 року в Виксі було відкрито історико-революційний музей, як громадський орган, який розмістився в будівлі ДК ім. Лепсе. Постановою бюро міськкому КПРС від 26 листопада 1958 року для проведення робіт зі збору експонатів була створена Рада музею.
У грудні 1987 року Палац культури ім. Лепсе був закритий на капітальний ремонт. У грудні 1991 року капітальний ремонт завершився. У 1992 р музей отримав офіційний статус відомчого музею. У період з 1992 по 1999 роки музей був структурним підрозділом Висунського металургійного заводу в складі заводського ЖКГ. Після передачі ЖКГ місту музей входив до складу Дирекції з соціальних питань. З 2006 року — Дирекції з персоналу та соціальних питань.
З 2006 по 2011 роки, у зв'язку з проведенням реставраційно-відновлювальних робіт у будівлі Будинку Баташева, Музей історії заводу розташовувався в приміщенні палацу культури металургів.

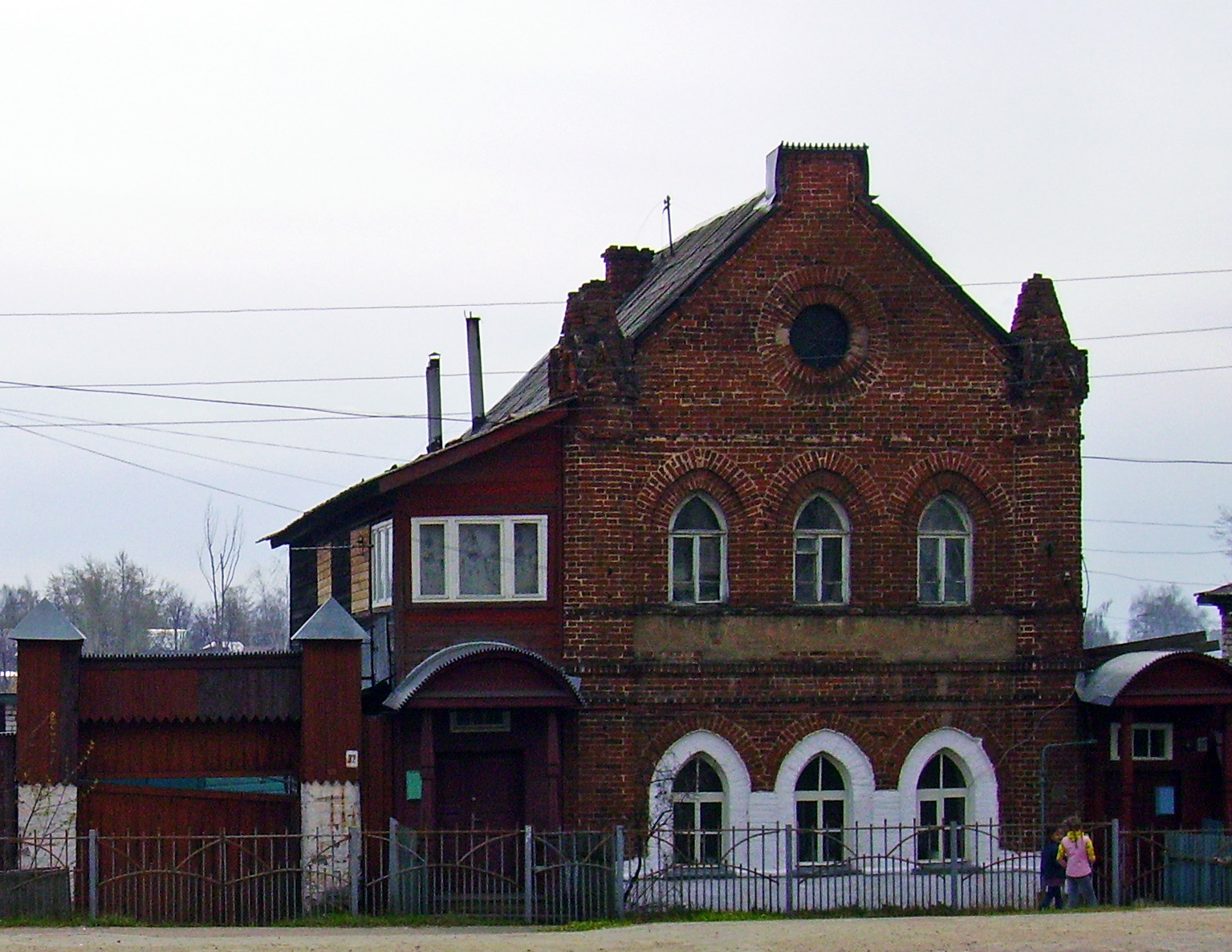
Будинок рунтів (кінець XVIII ст.)

Музей історії Висунського металургійного заводу входить до складу Садибно-промислового комплексу.
Верхньо-Виксунський завод — збереглися об'єкти промислового спадщини федерального значення: Північно-західний корпус майстерень, кінець 1760-х, середина — кінець XIX ст.; Південно-західний корпус майстерень, кінець 1760-х — середина 1770-х рр.; Фрагмент доменного корпусу, середина-друга половина XIX ст.; Залишки стіни ливарного корпусу, друга половина XVIII ст.
На сьогоднішній день у Виксі зареєстровані та охороняються наступні пам'ятники XVIII століття:
Архітектурні

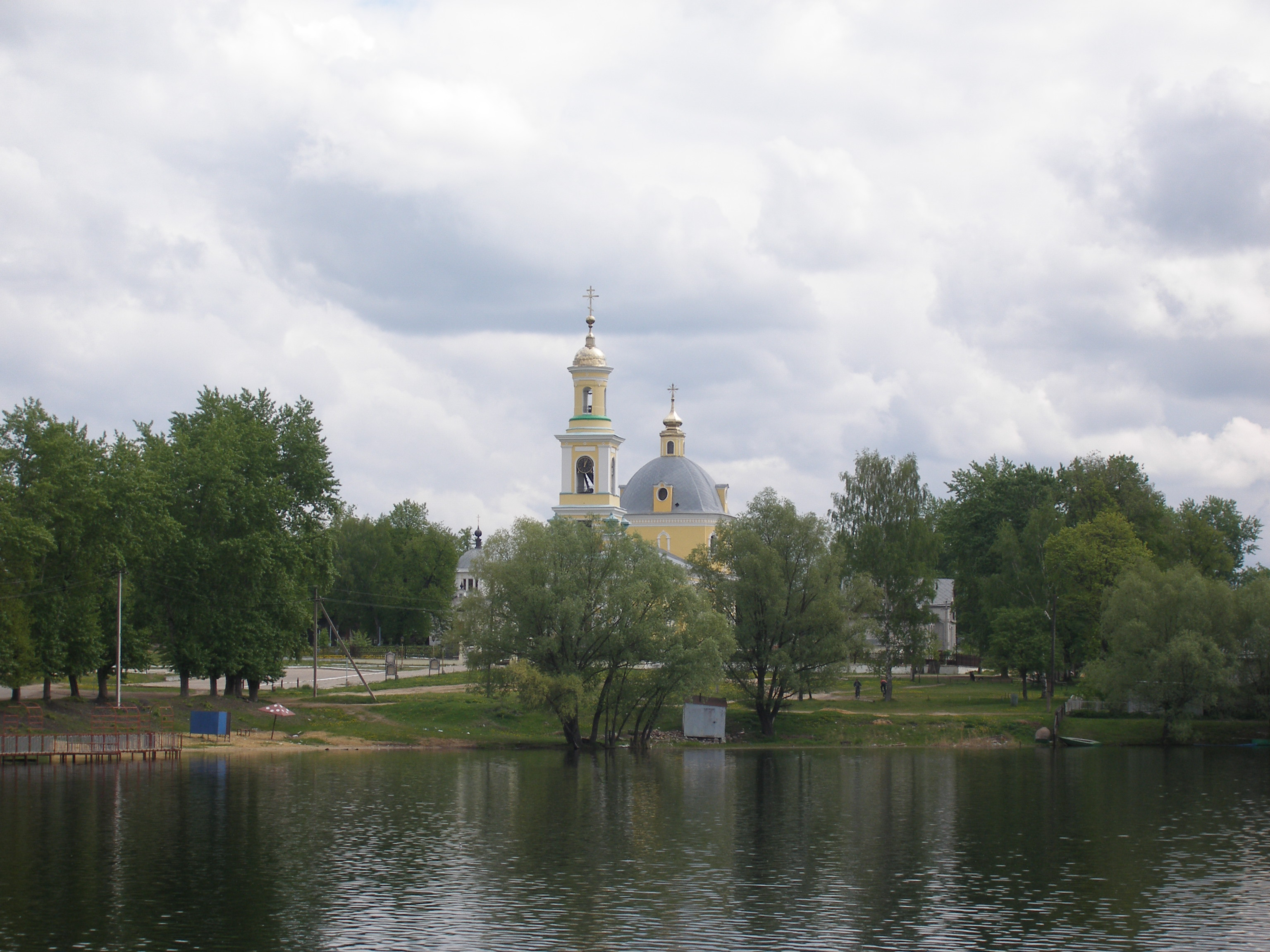
Кафедральний собор Різдва Христового

- Головний садибний будинок Баташевих (1765—1770 рр)[16];
- Кафедральний собор Різдва Христового;
- Будинок головної контори з коморами (1768 р, відтворено у 2006 р зі збереженням справжніх габаритів) — об'єкт культурної спадщини (пам'ятка історії та культури) федерального значення;
- Палац Культури Металургів — пам'ятник архітектури першої половини XX століття;
- Шуховський проліт — об'єкт культурної спадщини (пам'ятка історії та культури) федерального значення;
- Шуховська вежа — об'єкт культурної спадщини (пам'ятка історії та культури) федерального значення. Водонапірна вежа побудована за проектом видатного інженера-винахідника В. Г. Шуховим (1853—1939)[17].
- Кінний двір;
- Готель — об'єкт культурної спадщини (пам'ятка історії та культури) регіонального значення;
- Будинок Рунтів;
- Аптека;
- Майстерні Верхнього заводу.

Ландшафтні
- Липовий парк;
- Гідротехнічна і гідроенергетична системи ставків — об'єкт культурної спадщини (пам'ятка історії та культури) федерального значення.

## Спорт

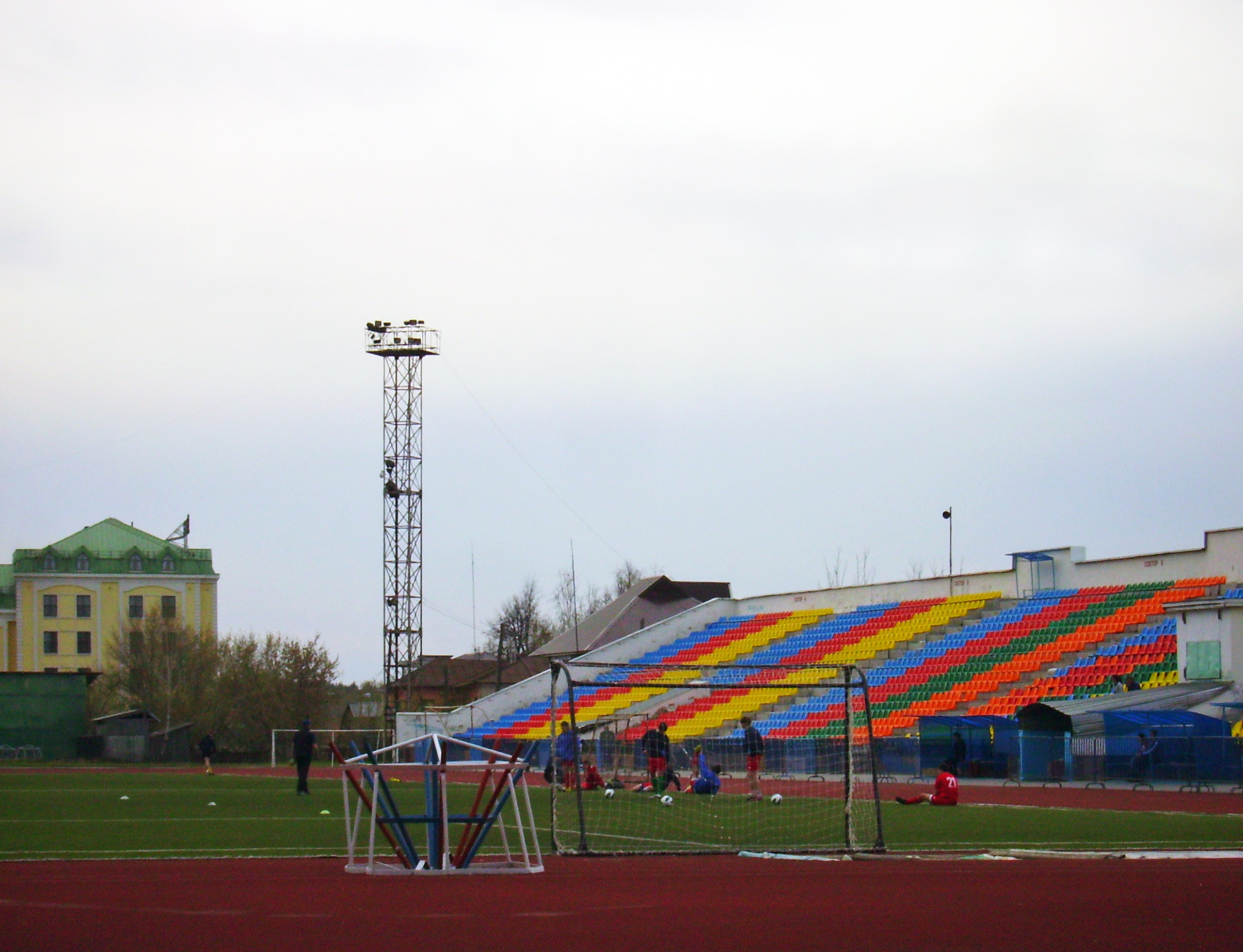
Стадіон «Металург»

У 1945 році чемпіонкою СРСР з плавання стала Капітоліна Васильєва, що починала тренування на водній станції міста. Виксунцем був чемпіон зі стрибків у воду Л. С. Стрєльцов.
У місті є палаці спорту «Металург». Існує у Виксі своя футбольна команда — «Металург». Його найвищі досягнення — 1-е місце в третій лізі (1997—1998 років), 4-те місце в другому дивізіоні (2000 рік), 2-разовий чемпіон Горьківської області, чемпіон Нижньогородської області та Арзамаської області, 2-разовий володар Кубка Горьковської області. Домашні матчі футболісти проводять на стадіоні «Металург». Місткість стадіону 7 000 глядачів. Генеральним спонсором команди є ВАТ «Виксунський металургійний завод».
У Виксі проводиться Всеросійський турнір з самбо пам'яті братів Баташових, вельми шанованих в ролі батьків-засновників міста.

## Освіта

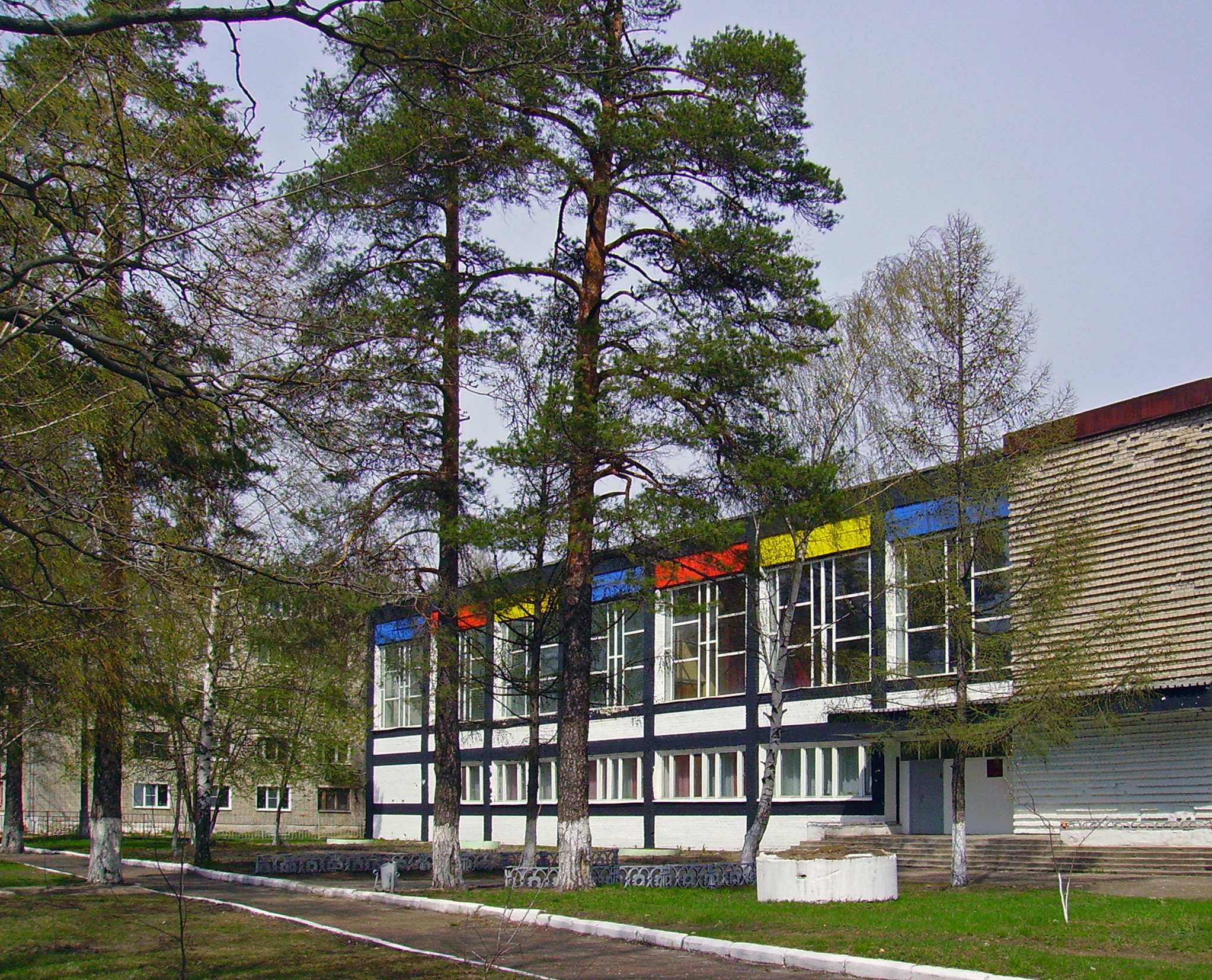
Політехнічний коледж.

- Філія Московського інституту сталі і сплавів (утворений 5 березня 2004 року)[19].
- Виксунський філія Нижегородського держуніверситету ім. М. І. Лобачевського створений в 2006 році. Ліцензований у квітні 2007 року.
- Виксунський філія Нижегородського державного технічного університету імені Р. Є. Алексєєва (НДТУ).
- Виксунське представництво Нижегородського інституту, менеджменту і бізнесу.
- Виксунське представництво Інституту державного адміністрування м. Москва.
- Гуманітарна Академія.
- Політехнічний коледж.
- Виксунський металургійний коледж імені Олександра Олександровича Козерадського[20]. Створений у 1921 році на базі школи ФЗУ-1.

У місті діє 14 середніх шкіл та гімназій, понад 30 дитячих садків, Центр дитячої технічної творчості, Дитяча музична школа та Дитяча художня школа імені Б. М. Бєдіна.

## Населення
Станом на 1 січня 2016 року по чисельності населення місто перебувало на 308 місці з 1112 міст Російської Федерації.

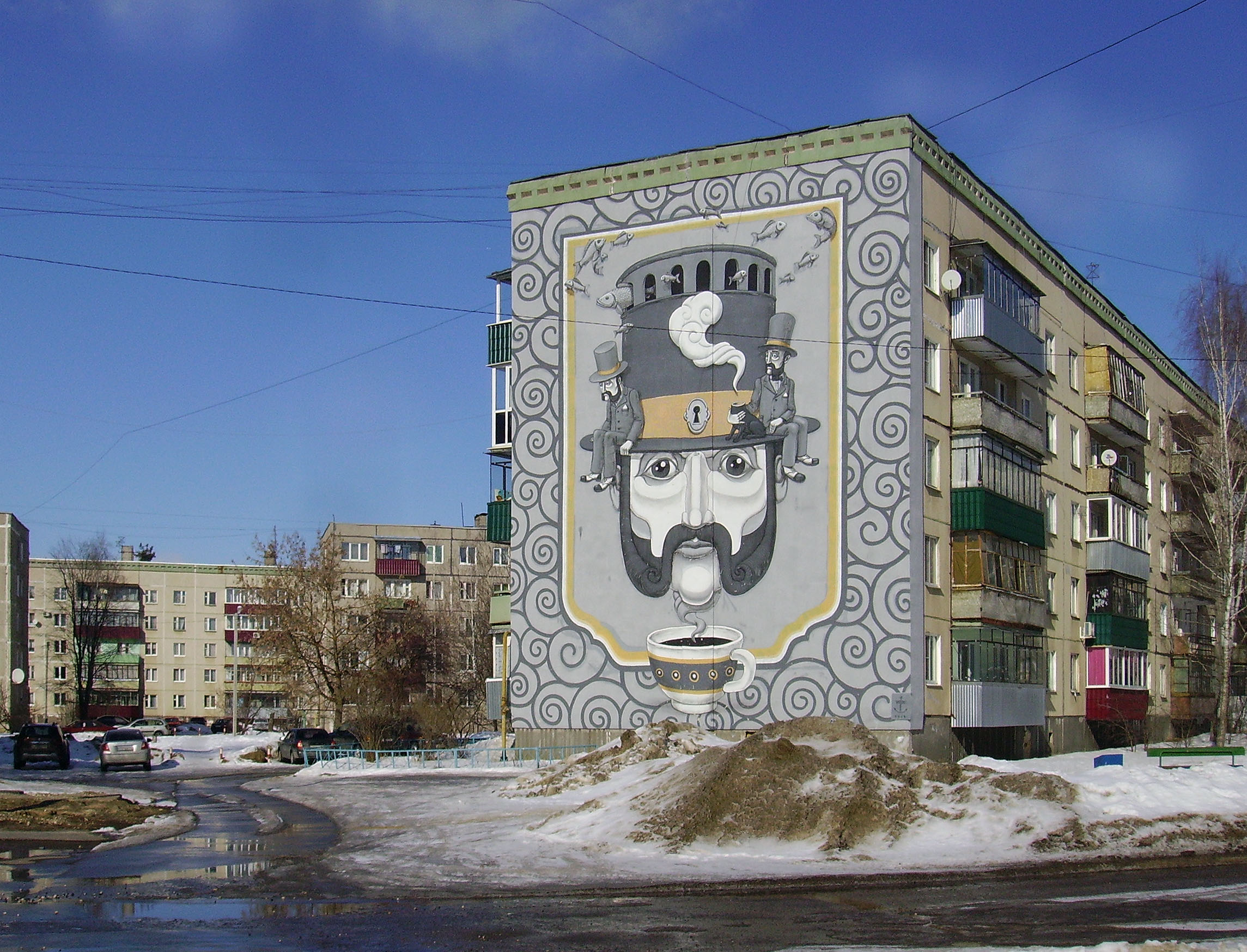
Мурал на будинку в мікрорайоні Жуковський

| 1897   | 1926    | 1931    | 1939    | 1959    | 1967    | 1970    | 1979    | 1982    | 1986    | 1987    | 1989    | 1992    | 1996    | 1998    | 1999    |
| ------ | ------- | ------- | ------- | ------- | ------- | ------- | ------- | ------- | ------- | ------- | ------- | ------- | ------- | ------- | ------- |
| →8 200 | ↗10 717 | ↗15 500 | ↗26 500 | ↗40 275 | ↗43 000 | ↗46 371 | ↗53 685 | ↗57 000 | ↗59 000 | ↗60 000 | ↗61 149 | ↗62 700 | ↗63 400 | →63 400 | ↘63 200 |

| 2000    | 2001    | 2002    | 2003    | 2005    | 2006    | 2007    | 2008    | 2009    | 2010    | 2011    | 2012    | 2013    | 2014    | 2015    | 2016    |
| ------- | ------- | ------- | ------- | ------- | ------- | ------- | ------- | ------- | ------- | ------- | ------- | ------- | ------- | ------- | ------- |
| ↘62 800 | ↘62 200 | ↘61 657 | ↗61 700 | ↘59 600 | ↘58 600 | ↘57 900 | ↘57 213 | ↘56 529 | ↘56 201 | ↘56 092 | ↘55 486 | ↘54 784 | ↘54 163 | ↘53 628 | ↘53 477 |

Національний склад населення
| Національність | 2002   | 2010   |
| -------------- | ------ | ------ |
| Росіяни        | 97,8 % | 98,2 % |

## Місцеві газети
- «Свіжа газета» (виходить з 2005 року);
- «Газета Викса. Ру»(виходить з 2006 року);
- «Бізнес плюс» (виходить з 2011 року);
- «Виксунський робочий» (виходить з 1920 року);
- група видань «Червоні Зорі»: газета «Вулиця Червоні Зорі» (виходить з 2008 року), часопис «Червоні Зорі» (виходить з 2007 року), газета «Зорька» (виходить з 2013 року);

## Уродженці
- Олексій Горностаєв (нар. 18 лютого 1808 — пом. 18 грудня 1862) — російський архітектор, педагог, художник, один з першопрохідців «російського стилю».
- Горячкін Василь Прохорович (нар. 29 січня 1826 (17 січня 1868) — пом. 21 вересня 1935) — російський радянський вчений в галузі сільськогосподарських машин, почесний член АН СРСР (з 1932). Заслужений діяч науки і техніки РРФСР (1935). Академік ВАСГНІЛ (з 1935).
- Колобнєв Олександр Васильович (нар. 4 травня 1981) — російський велогонщик, олімпійський медаліст.
- Ірина Пєгова (нар. 18 червня 1978) — російська акторка. Заслужена артистка Росії (2012).
- Павло Махотін (1926-2001) — радянський та російський актор театру і кіно.
- Мухін Денис Владиславович (нар. 23 квітня 1980) — російський самбіст, чемпіон та призер чемпіонатів Росії та Європи, 2-разовий чемпіон світу, володар Кубка світу, Заслужений майстер спорту Росії, тренер школи самбо Виксунського металургійного заводу.
- Сергій Жарков (нар. 26 серпня 1975) — російський самбіст і дзюдоїст, чемпіон Росії по самбо, чемпіон і призер чемпіонатів світу з самбо, володар Кубка світу з самбо, Заслужений майстер спорту Росії по самбо, Майстер спорту Росії по дзюдо. Почесний громадянин міста Викса.
- Віктор Півіков (нар. 16 вересня 1947) — радянський біатлоніст і тренер з біатлону, чемпіон і бронзовий призер чемпіонату СРСР 1975 року. Майстер спорту СРСР з лижних гонок та біатлону.
- Павло Румянцев (нар. 16 серпня 1987) — російський самбіст, призер чемпіонатів Росії по самбо, чемпіон Європи, переможець Універсіади 2013 року в Казані, майстер спорту Росії міжнародного класу.
- Сергій Орлов (нар. 20 березня 1916 — пом. 1999) — радянський футболіст, нападник. У 1946—1948 роках виступав за харківський «Локомотив», київське «Динамо» та кишинівського «Динамо»[30].
- Валерій Ярославцев (нар. 29 квітня 1930 — пом. 2 січня 1997) — радянський оперний співак (бас); Заслужений артист РРФСР (1976)[31].